# Empire colonial allemand
Pour des articles plus généraux, voir Colonies allemandes et Empire allemand.
1884–1920
Entités précédentes :
- Etablissements privés.
- Royaume bamoun
- Royaume du Burundi
- Empire de Chine
- Congo français
- Indes orientales espagnoles
- Royaume kotoko (en)
- Royaume Mandara
- Royaume du Rwanda
- Sultanat de Zanzibar

Entités suivantes :
- Sud-Ouest africain
- Empire britannique (Cameroun, Togo, Tanganyka, Îles Salomon, Nauru).
- Australie (Nouvelle-Guinée).
- Nouvelle-Zélande (Samoa).
- Empire colonial français (Cameroun, Togo).
- Ruanda-Urundi
- Mozambique portugais
- Empire du Japon (Mandat des îles du Pacifique, Tsingtao).
- République de Chine

L'empire colonial allemand fut fondé après l'unification de la nation allemande en 1871 et la naissance de l'Empire allemand. Il cessa d'exister après la Première Guerre mondiale.

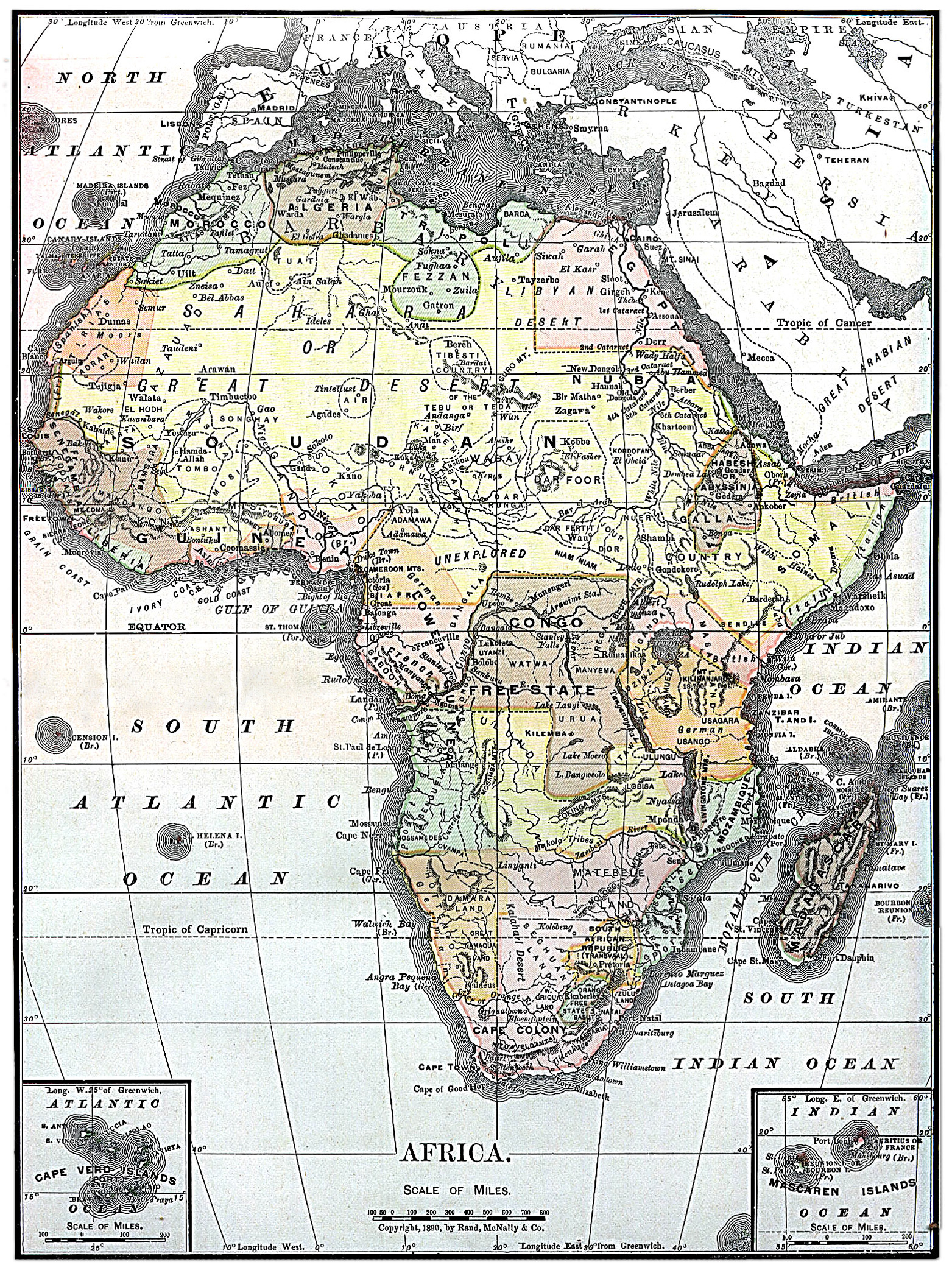
Carte de l'Afrique en 1890.

## Débuts de la colonisation allemande

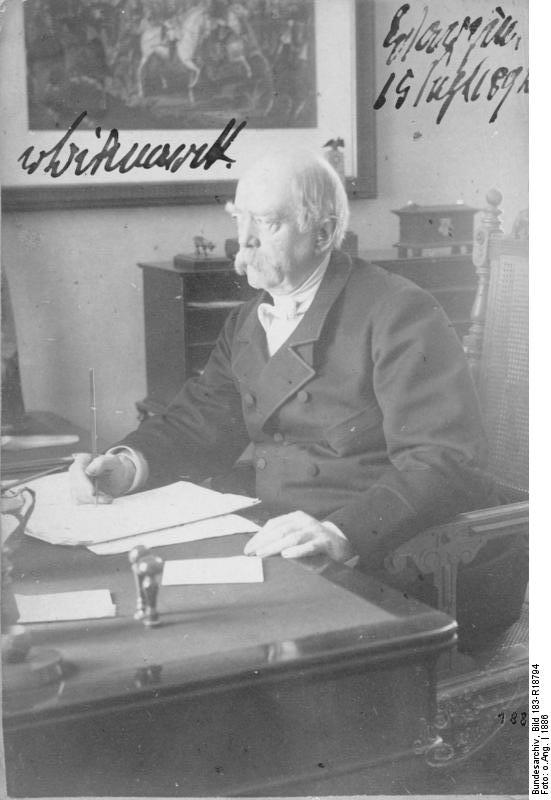
Le chancelier Otto von Bismarck grand ordonnateur de la politique coloniale allemande photographié ici en 1886.

Même s'il y eut bien quelques implantations de colonies de peuplement allemandes au XVIIe siècle, notamment en Afrique, la véritable naissance de l'Empire colonial allemand se situe après l'unification de 1871. Elle fut avant tout le fruit d'initiatives privées qui reçurent l'appui officiel du chancelier Otto von Bismarck. Aussitôt après la victoire sur la France en 1871, quelques journaux réclamèrent l'annexion de certaines colonies françaises, mais Bismarck jugea alors prématuré de se lancer dans une politique coloniale qui aurait éveillé la méfiance du Royaume-Uni. L'Empire naissant – qui manquait d'ailleurs de moyens navals nécessaires à une telle entreprise – avait besoin de se renforcer et de se consolider à l'intérieur avant de se jeter dans l'aventure outre-mer. Ce n'est donc qu'après la création de la Kaiserliche Marine que l'Empire allemand amorça véritablement une politique coloniale d'État, arrivant par ailleurs tardivement sur le marché colonial — l'Afrique étant déjà pratiquement partagée entre Français et Britanniques.
Cependant, dès 1878 furent créés le Zentralverein für Handelsgeographie und Förderung deutscher Interessen im Auslande (Association (/société) centrale pour la géopolitique commerciale et l'essor des intérêts allemands à l'étranger) à Berlin et le Westdeutscher Verein für Kolonisation und Export (Association (/société) ouest-allemande pour la colonisation et l'exportation) à Düsseldorf. Ces groupements lobbyistes s'occupaient de questions économiques et de l'émigration. En 1882, le Reichstag repoussa cependant un premier projet de loi devant apporter une garantie étatique pour une Société d'exploitation des Samoas. Ce vote négatif provoqua une vive réaction dans le petit monde des chantres du colonialisme et le 6 décembre 1882, le prince Hermann zu Hohenlohe-Langenburg fonda l'Union coloniale allemande (Deutscher Kolonialverein), groupe d'intérêts remettant en question l'organisation du commerce des denrées coloniales et les frais d'intermédiaires et droits douaniers exorbitants qui grevaient celui-ci, par ailleurs presque exclusivement entre les mains de monopoles britanniques et français.

## Politique coloniale de Bismarck

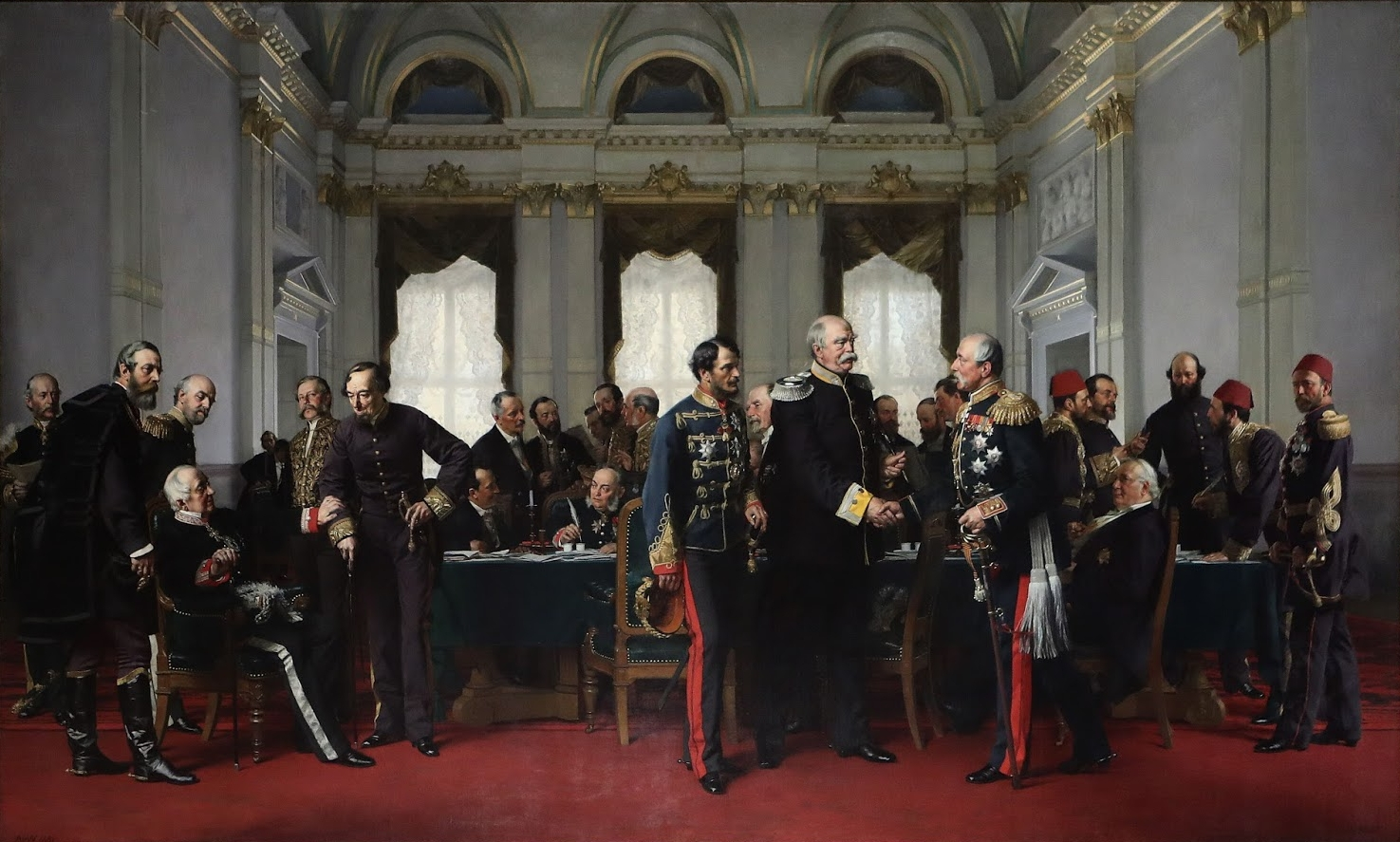
Otto von Bismarck au Congrès de Berlin en 1878.

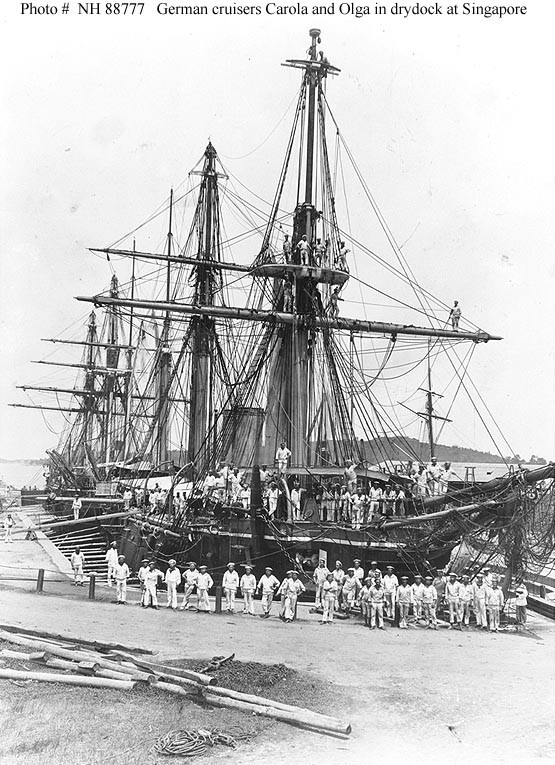
Les corvettes allemandes SMS Carola et SMS Olga en cale sèche à Singapour en 1881 : le développement de sa marine de guerre permit à l'Empire de réaliser ses ambitions impérialistes.

L'aphorisme du chancelier allemand « Le marchand doit précéder le soldat. » résume parfaitement la ligne de sa politique coloniale des années 1880-1890, peu soucieux qu'il se montrait d'engager les finances impériales dans cette aventure, de heurter l'opinion publique allemande peu intéressée par la chose et de s'attirer l'inimitié du Royaume-Uni et de la France, assoiffée de revanche après la défaite de 1871.
Dans une première phase, l'Empire se limita donc à accorder un protectorat sur les possessions des sociétés coloniales allemandes constituées exclusivement de capitaux privés. Le 24 avril 1884, le premier protectorat d'Empire fut ainsi accordé aux possessions de l'homme d'affaires Luderitz dans le Sud-Ouest africain. La même année, il fut étendu aux possessions de Nouvelle-Guinée et de l'archipel Bismarck, du Cameroun et du Togo. L'extension de cette mesure à ce dernier donna lieu à une première friction avec le Royaume-Uni qu'un traité régla à l'amiable l'année suivante.
Cette stratégie politique plaçait de fait les consortiums coloniaux allemands sous la tutelle impériale tout en leur laissant leur autonomie administrative et surtout financière, sous la réserve du droit que l'Empereur conservait de modifier leur statut. Le chancelier affirma clairement que « (son) intention, conforme à celle de Sa Majesté, est de laisser à l'activité et à l'esprit d'entreprise de nos concitoyens, navigateurs et commerçants, la responsabilité entière de la fondation et du développement matériel de la colonie. Je ne me servirai pas de la forme de l'annexion de provinces maritimes à l'empire allemand, mais je délivrerai des lettres de franchise semblables aux Royal Charters anglaises. »
La question du partage colonial de l'Afrique - et en particulier de l'Afrique centrale - ayant pris une tournure épineuse au début des années 1880, ce fut précisément en 1884 que le Portugal prit l'initiative de demander la tenue d'une conférence internationale sur le sujet, suggestion immédiatement relayée par Bismarck, qui y vit le moyen politique d'ouvrir cette région aux investissements allemands. La conférence se tint donc à Berlin entre le 15 novembre 1884 et le 26 février 1885, réunissant treize pays européens : l’Allemagne, puissance hôte, la France, le Royaume-Uni, l’Espagne, le Portugal, la Belgique, la Russie, la Suède, la Norvège, les Pays-Bas, le Luxembourg, ainsi que les États-Unis (ces derniers étant présents à l'initiative d'Henry Morton Stanley, l'agent américain du roi des Belges Léopold II qui espérait ainsi avoir un allié de poids à ses côtés).
S'il n'en résulta pas, contrairement aux idées souvent reçues, un véritable partage de l'Afrique, la conférence de Berlin aboutit cependant à la mise en place de « sphères d'influence et d'intérêts » et d'un ensemble de règles régissant l’occupation des terres, des côtes aux arrière-pays, selon des codifications mutuellement avantageuses aux nations participantes en vue d'une gestion efficace de l’incommensurable richesse du continent africain - dans la lignée et l'esprit du traité de Tordesillas qui, en 1494, avait vu le partage du Nouveau Monde entre les grandes puissances maritimes de l'époque, l'Espagne et le Portugal. L'Allemagne ne possédant pas à l'époque les moyens militaires et navals en vue de conquêtes territoriales de vive force, le chancelier Bismarck se fit en cette occasion le chantre du commerce libre et de la libre entreprise dans la zone centre-africaine, tactique politique qui devait se révéler payante par la suite.
Dans la foulée du congrès, de nouvelles sociétés lobbyistes furent encore créées, en vue notamment de promouvoir la propagande colonialiste au sein de l'opinion publique allemande restée nettement plus indifférente au sujet que celles de France et du Royaume-Uni.

## Politique coloniale allemande après Bismarck

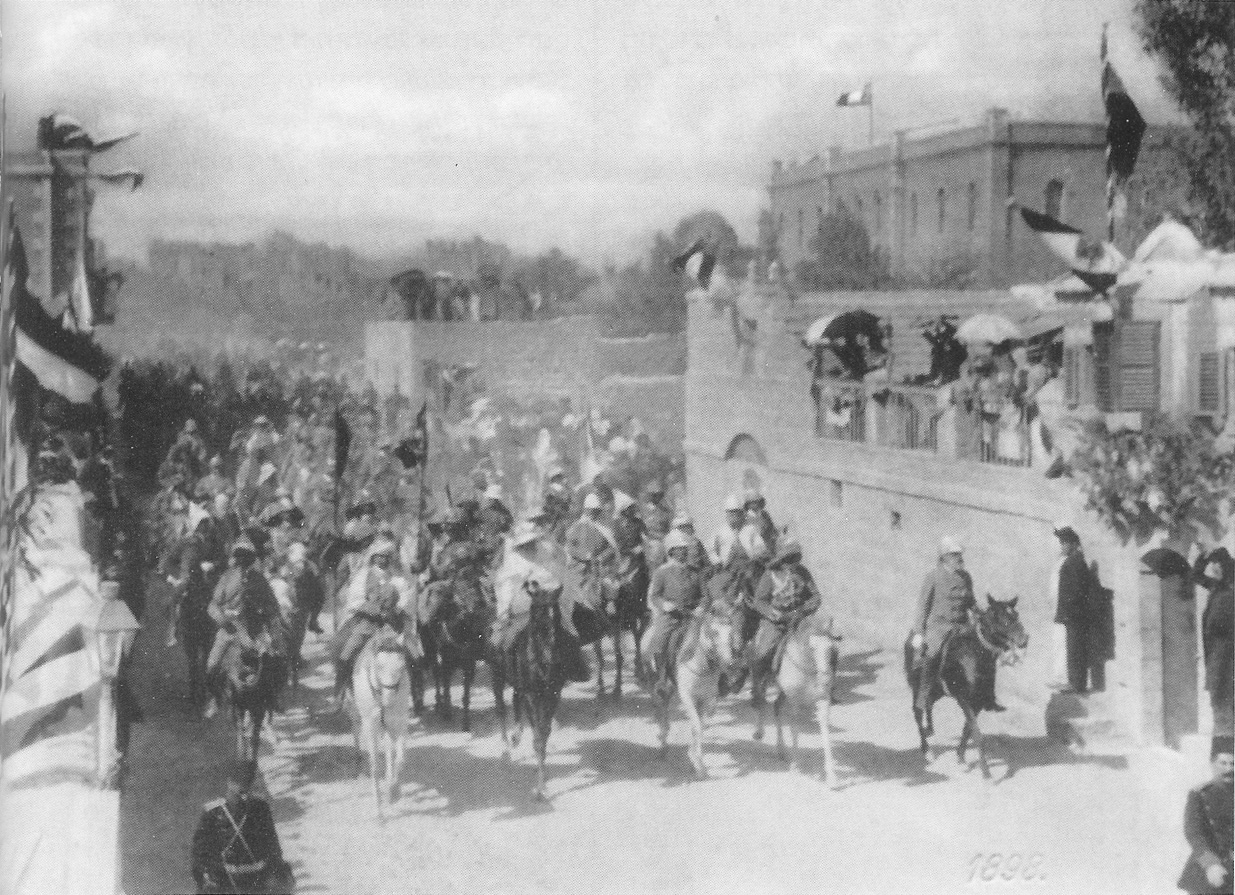
Guillaume II en visite officielle à Jérusalem (qui faisait alors partie de l'Empire ottoman) en 1898.

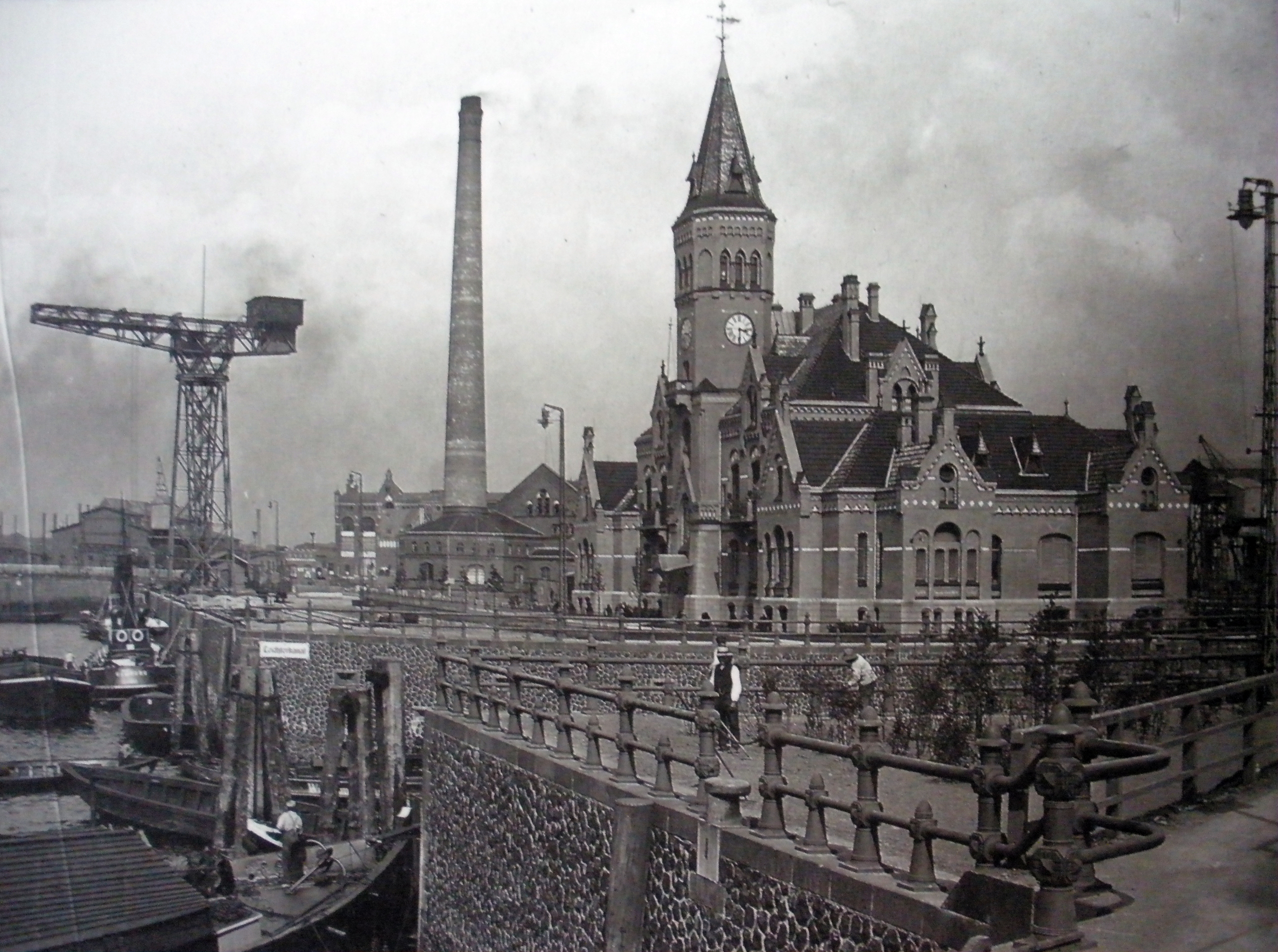
Le Kaiser Wilhelm Hafen à Hambourg en 1903.

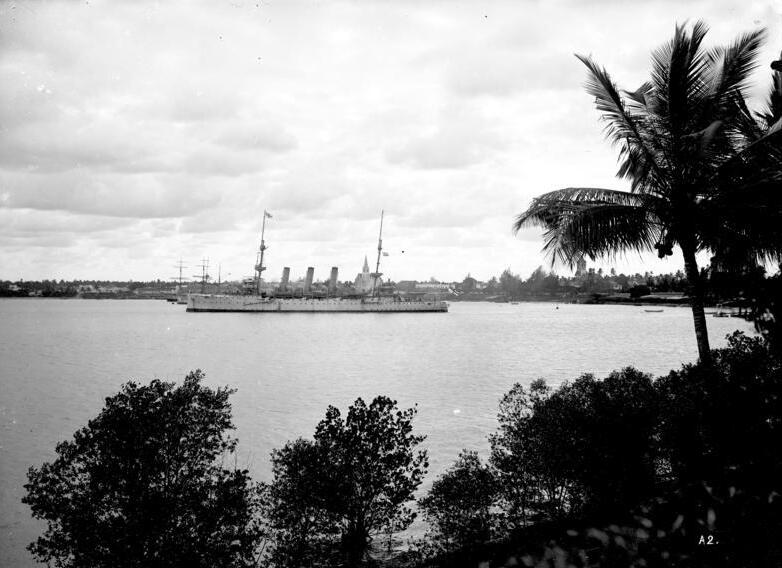
Le port de Dar es Salam (Ostafrika) en 1906.

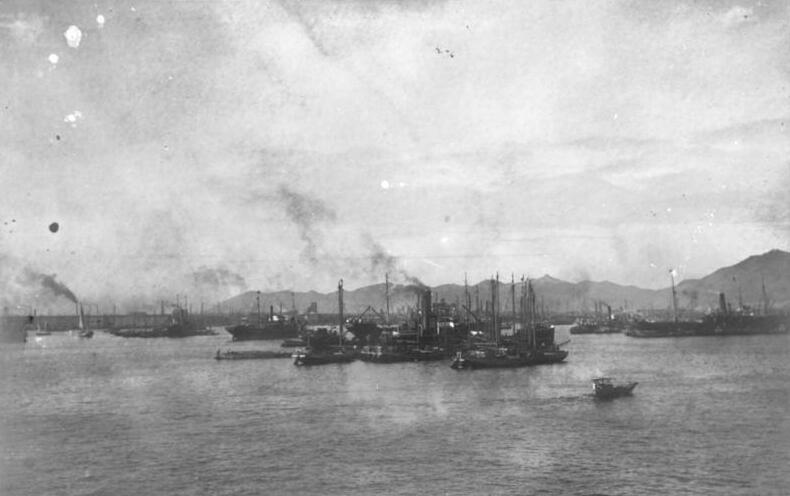
Le port de Tsingtau (Chine) en 1912.

En 1890, Leo von Caprivi succède au chancelier de fer, écarté du pouvoir par Guillaume II. Sa politique coloniale est plus timorée que celle de son prédécesseur car il craint que les colonies ne deviennent causes de difficultés internationales et financières, la défense rapprochée de l'Allemagne, les questions militaires et l'organisation politique intérieure en vue du renforcement du pouvoir autocratique de Guillaume II, constituant ses principales préoccupations.
Dès son accession au pouvoir, il signe donc avec le Royaume-Uni un traité qui suscite la colère des lobbys coloniaux et par lequel, en échange de vagues zones d'influences en Afrique, mais surtout de l'îlot stratégique d'Heligoland en mer du Nord, l'Empire allemand renonce au sultanat de Witu, à la côte des Somalis, et reconnaissait le protectorat britannique sur Zanzibar.
En 1893, il est à son tour remplacé au poste de chancelier impérial, changement politique qui marque une nouvelle orientation dans la politique coloniale du versatile Guillaume II. Dès ce moment la course aux colonies s'accélère et l'empire allemand en Afrique se consolide.
Car si l'opinion publique allemande, focalisée sur le contentieux avec la France, reste toujours aussi indifférente à la question coloniale, l'empereur et les autorités politiques ont pris conscience de l'importance économique et stratégique des colonies ainsi que leur impact en matière de prestige national sur la scène diplomatique. La fondation de la Deutscher Flottenverein en 1898 à l'initiative des milieux politiques et industriels s'explique dans ce contexte. C'est au cours des années 1890 que l'Allemagne va s'établir en Chine et au Moyen-Orient et commence à nouer des relations privilégiées avec l'Empire ottoman qui aboutissent en 1914 au ralliement de ce dernier aux puissances centrales.
C'est à cette époque aussi que les autorités politiques du Reich prennent conscience du peu d'efficacité et du faible rendement économique des sociétés coloniales privées. L'intervention étatique s'impose donc, mais sans l'appui de l'opinion publique, faire accepter les rachats de concessions par le Reichstag se révèle une étape délicate à franchir. Par ailleurs, la gestion de l'empire colonial n'avait été attribuée à aucun ministère ou administration particulière dans l'appareil étatique. La révolte des Hereros puis l'affaire de Tanger sont les déclencheurs d'une vaste campagne de propagande patriotique en faveur de la politique coloniale impériale qui porte rapidement ses fruits. Lorsque, fin 1906, le Reichstag refuse les crédits demandés pour indemniser les colons du Sud-Ouest africain, l'opinion allemande fait bloc avec l'empereur, qui proclame la dissolution de l'assemblée. Un ministère autonome des Colonies est créé et M. Dernburg, homme d'affaires énergique et lobbyiste actif de la cause coloniale, en prend la direction.
Le revirement de l'opinion publique et les réformes politiques et financières entraînent immédiatement une relance économique des possessions allemandes outremer et le développement de nouveaux investissements, notamment au Moyen-Orient après la découverte de gisements pétrolifères et le rapprochement avec la Sublime Porte. L'un de ces projets des plus ambitieux est certainement à cette époque la construction du Chemin de fer Berlin-Bagdad pour lequel la Turquie était déjà entrée en négociations avec l'Allemagne dès 1893 (concession de la ligne Eskisehir-Konya) et dont le contrat est officiellement signé lors de la visite de Guillaume II à Constantinople en 1898, mais qui démarre réellement en 1903.
Le « coup de Tanger » en 1905 et la conférence d'Algésiras qui en fut la suite en janvier 1906 marquent une nouvelle étape dans la politique colonialiste expansionniste de l'Allemagne et permet à celle-ci de s'immiscer également dans le développement économique de cette partie de l'Afrique.
Les conséquences intérieures directes de cette phase d'expansion du domaine colonial entre 1895 et 1910 et du développement des flottes militaire et marchande qui en résulte se manifestent par le développement des ports de Brême et de Hambourg et de leurs chantiers navals, induisant une forte hausse des commandes à l'industrie sidérurgique et minière. Toutefois elle a aussi malheureusement pour conséquence politique de donner à l'Empire l'illusion de sa toute-puissance et de son impunité, ce qui aura de terribles répercussions à l'entame de la décennie.

## Colonies allemandes en Afrique

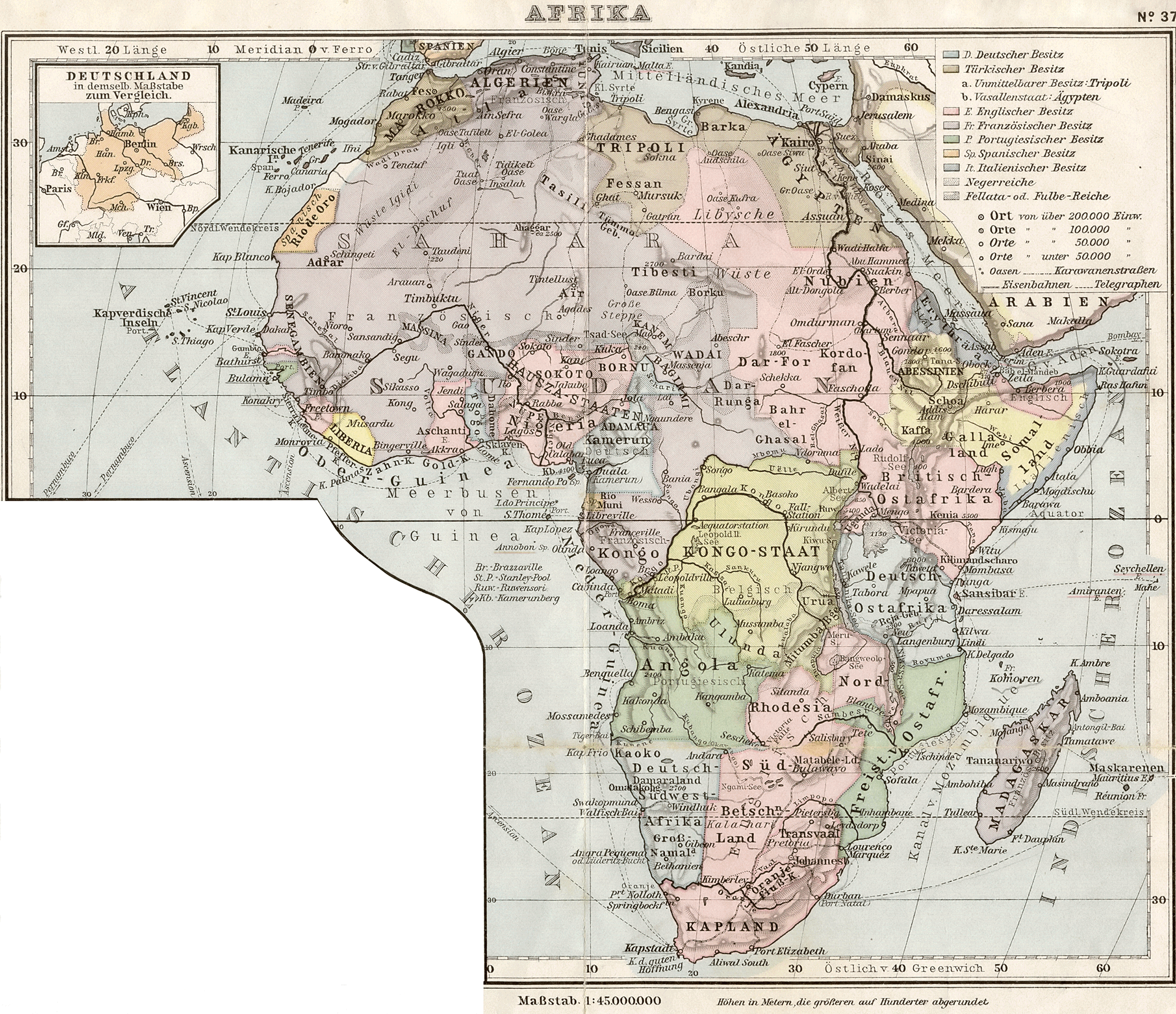
Carte allemande de l'Afrique en 1905.

L'Allemagne s'établit dans le Sud-Ouest africain (actuelle Namibie) en 1883, avant de coloniser le Kamerun (Cameroun) et le Togoland (Togo) en 1884, puis l'Afrique orientale allemande (devenue Tanganyika et aujourd'hui partie continentale de la Tanzanie) et le Ruanda-Urundi en 1885.
Cette même année voit la fondation de la DOAG (Deutsch-Ostafrikanische Gesellschaft, « Société allemande d'Afrique de l'Est ») qui s'implante en Afrique de l'Est, grâce notamment à Carl Peters qui signe des traités avec différents chefs de tribus.
En quelques mois, l'Allemagne se retrouve ainsi à la tête d'un empire colonial cinq fois plus grand que son territoire métropolitain, mais très peu peuplé.

### Côte occidentale de l'Afrique:TogolandetKamerun

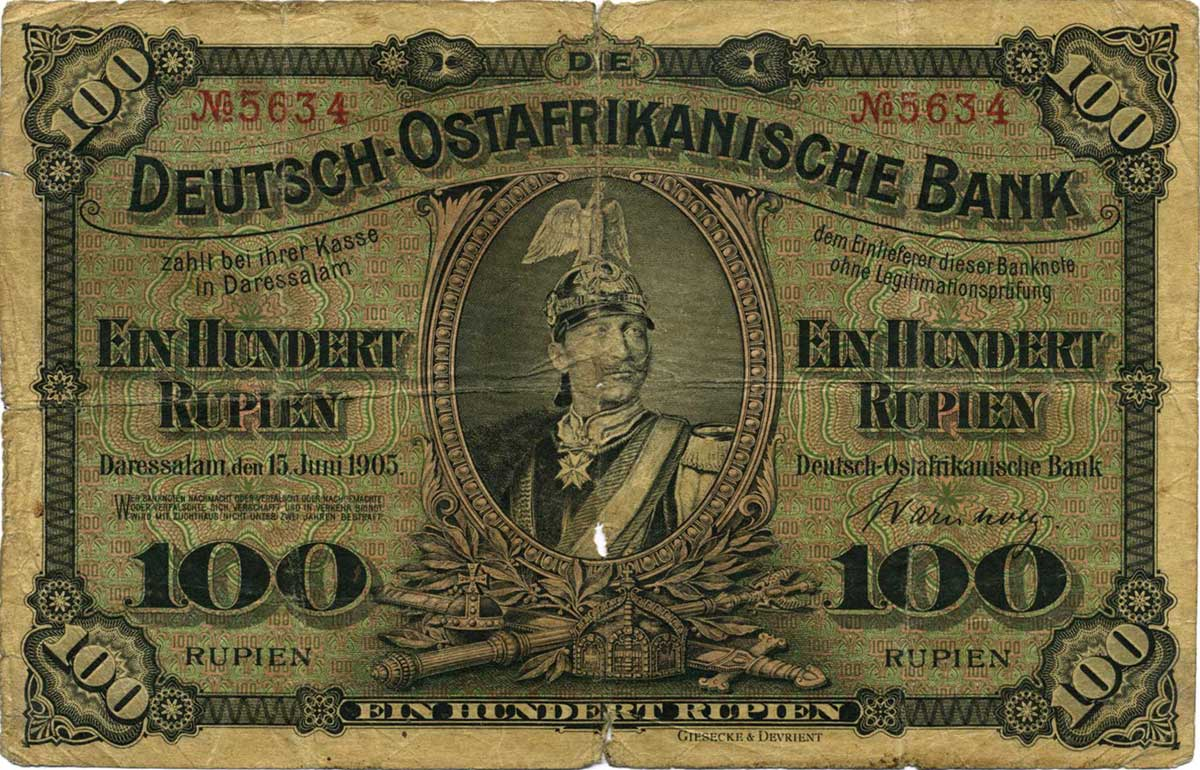
Billet de 100 Rupien de l'Afrique orientale allemande imprimé le 15 juin 1905.

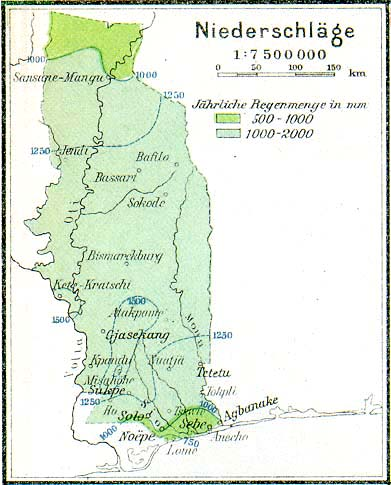
Carte du Togoland en 1915.

Évolution des limites du Cameroun allemand : Abricot, bleu, rose, vert = la colonie jusqu'en 1911 ; orange = territoire cédé par la France à l'Allemagne en 1911 : vert = territoire cédé par l'Allemagne à la France en 1911 ; abricot et bleu = territoire placé sous mandat britannique après la Première Guerre mondiale ; rose = territoire placé sous mandat français après la Première Guerre mondiale (le territoire en orange revenant à l'empire colonial français) ; abricot et rose = le Cameroun indépendant (le bleu rejoignant le Nigeria).

Lorsque l'empire se lance dans l'aventure coloniale au début des années 1880, l'Afrique subsaharienne débouchant sur le golfe de Guinée est encore en grande partie une terre en friche. En 1884, Bismarck y délègue le Dr Gustav Nachtigal, célèbre explorateur du centre africain, qui y proclame officiellement le protectorat les territoires qui deviendront le Togoland et le Kamerun.
De nombreux comptoirs s'étaient établis sur la côte atlantique de l'Afrique à l'initiative de sociétés hanséatiques de Brême et de Hambourg dès le début de la seconde moitié du XIXe siècle - un premier comptoir allemand s'était déjà installé au Cameroun en 1858. En 1883, le gouvernement impérial lança les discussions avec ces compagnies en vue de définir une véritable politique coloniale d'État et c'est à l'issue de ces discussions que le Dr Nachtigal avait reçu son mandat de chargé de mission dans la région - où l'Allemagne entrait en concurrence directe avec la France et surtout le Royaume-Uni. Le 5 juillet 1884, le docteur Nachtigal y établit très officiellement le protectorat impérial en présence des commerçants allemands et des chefs indigènes pour couper court aux manœuvres souterraines britanniques. Un premier accord entre les deux États au sujet des limites de leurs terres contiguës fut signé en 1885 après la conférence de Berlin et sera suivi de plusieurs autres au fil des remaniements territoriaux.
Le 13 octobre 1884, ce fut au tour du Cameroun de passer sous protectorat impérial, différents traités bilatéraux avec la France et la Grande-Bretagne en définissant là aussi les frontières par la suite. En 1901, l'Espagne accorda par ailleurs à l'Empire allemand un droit de préemption sur l'île de Fernando-Po, située dans la baie de Douala.

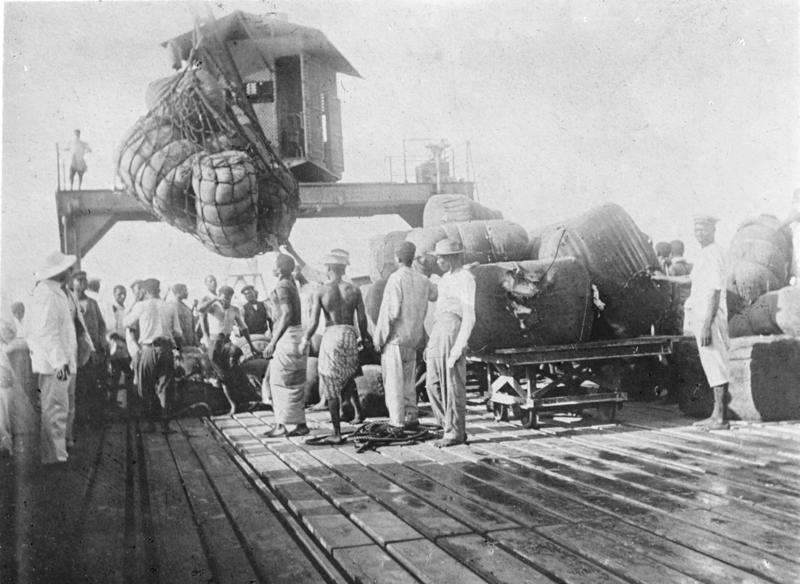
Chargement de balles de coton dans le port de Lomé.
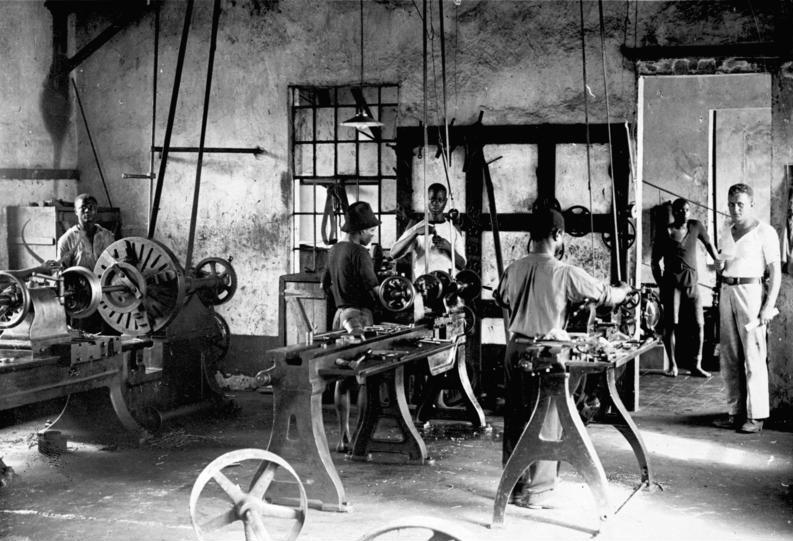
Atelier d'une presse à huile de palme au Kamerun en 1900.
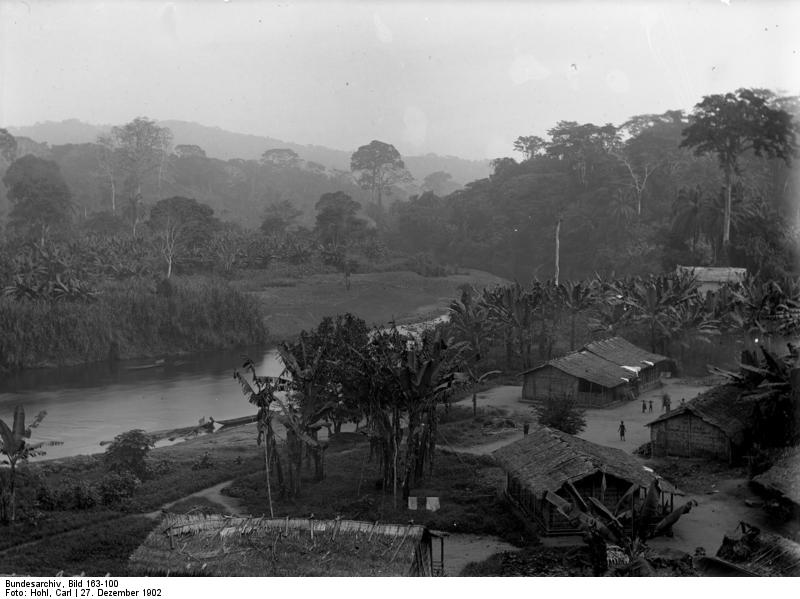
Une vue de Nyanga au Kamerun en 1902.

Les ressources minières dans la région du Togo étant quasi inexistantes et l'élevage limité aux besoins locaux, le Togoland sera converti en colonie d'exploitation agricole, les Allemands y introduisant notamment la culture du coton au côté de celle du cacao, du sisal, du caoutchouc et du palmier à huile. Ils y développèrent un important réseau ferroviaire pour desservir le port de Lomé ainsi qu'un réseau télégraphique.

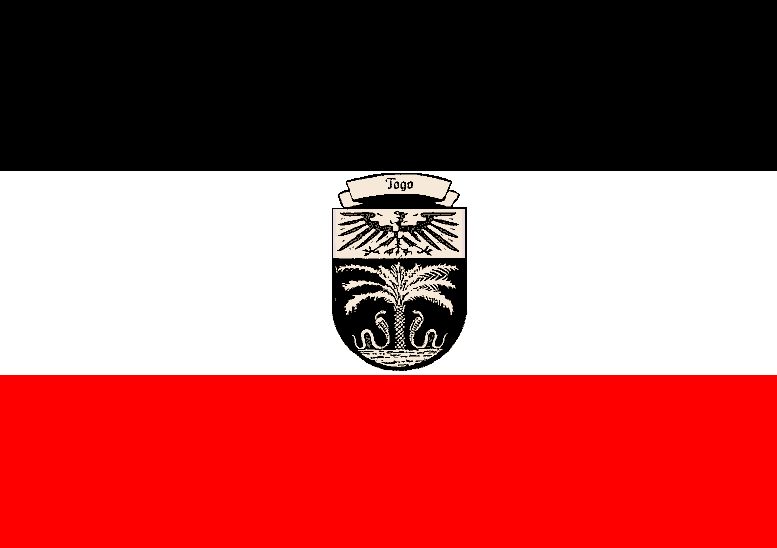
Drapeau du Togoland.

Le Cameroun, dont le territoire est recouvert d'importantes forêts, produira essentiellement du caoutchouc, de l'huile et des noix de palme et du cacao auquel viendra s'ajouter l'ivoire - objet d'un vaste trafic en Afrique centrale. l'Allemagne y maintint par ailleurs ses plus importants effectifs militaires dans cette partie de son empire, en raison notamment de sa position stratégique au débouché des régions centre africaines. Il commandait en effet l'accès aux possessions françaises du Moyen-Congo, de l'Oubangui-Chari et du Tchad et du Congo belge.

### Afrique centrale: Rwanda-Urundi
Situés dans la région des Grands Lacs, à l'est et au nord-est du Congo belge, les royaumes du Rwanda et de l'Urundi tombèrent dans la zone d'influence allemande telle que définie par la conférence de Berlin et passèrent effectivement sous contrôle impérial en 1890.
En 1892, le Dr Oscar Baumann traversa le Rwanda par l'Est et avant de poursuivre sa mission exploratoire vers le Burundi. Deux ans plus tard, le Comte von Gotzen fut reçu par le roi Kigeri IV Rwabugiri (ou Rwabugili) à Kageyo, mais ce n'est qu'en 1898 que le Ruanda et l'Urundi furent finalement intégrés à la Deutsch-Ostafrika, la présence allemande y étant toute symbolique et se limitant essentiellement à un poste militaire à Usumbura (Bujumbura). Ce ne fut qu'après l'occupation par la Belgique à l'issue de la Première Guerre mondiale que l'exploitation coloniale de ces régions débuta réellement.

### Afrique orientale (Deutsch-Ostafrika)

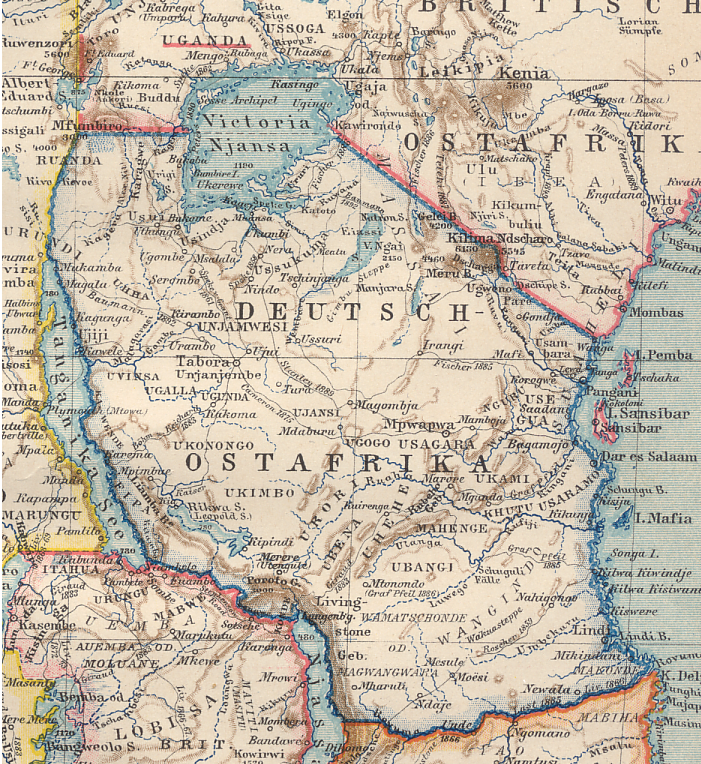
Carte de la Deutsch Ostafrika en 1894.

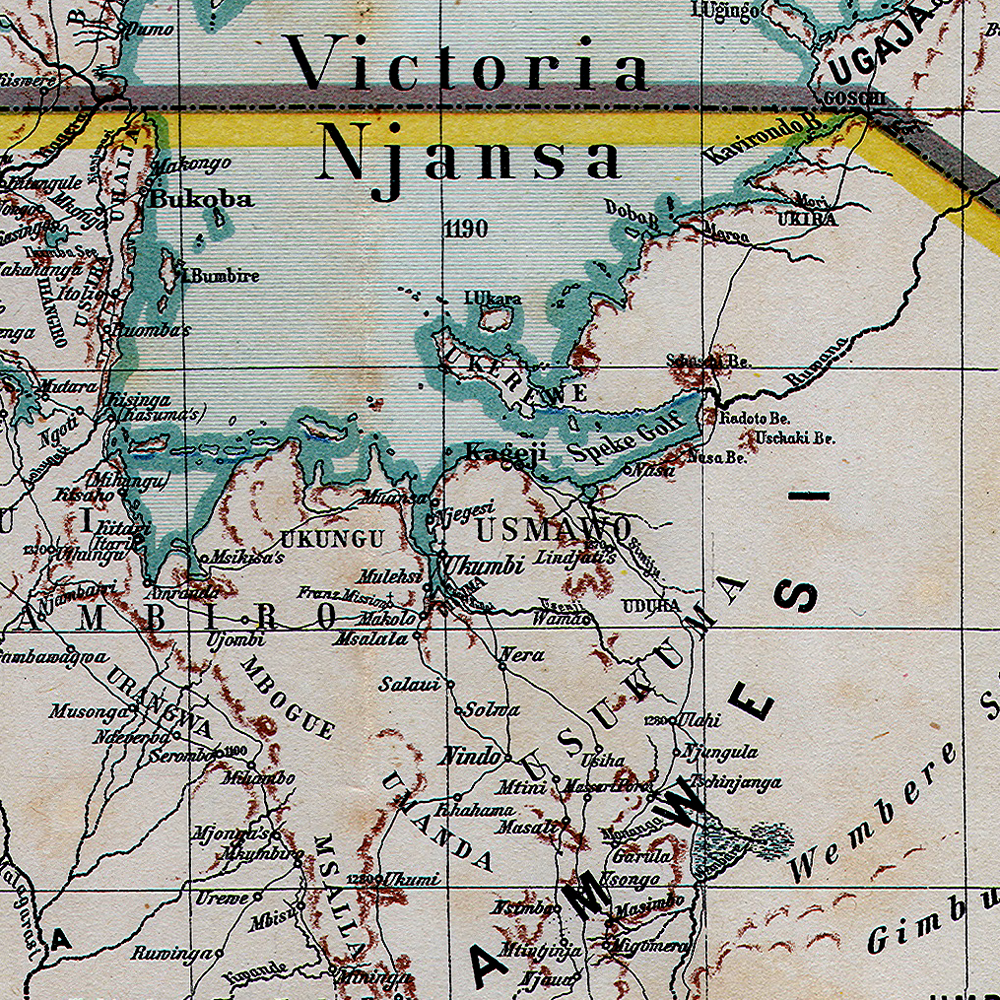
Les limites du domaine colonial allemand sur le lac Victoria.

Ce fut une fois encore au crédit d'une société privée - la  Gesellschaft für deutsche Kolonisation  fondée le 28 mars 1884 - et aux initiatives du Dr Karl Peters qu'il faut porter le développement de l'empire colonial allemand dans cette partie de l'Afrique.
Le Dr Peters organisa immédiatement une expédition dans l'Usagara, contrée voisine de Zanzibar avec mandat d'acheter pour la société des terrains appropriés à ses objectifs commerciaux et agricoles. Ces terrains devaient être libres pour permettre ensuite à l'Allemagne d'y établir plus tard sa souveraineté. Au début de novembre 1884, sans s'attarder à Zanzibar, Peters débarqua sur la côte orientale d'Afrique. S'enfonçant à l'intérieur des terres dans l'Usagara, le Ngourpu et l'Ouklami, il signa en l'espace de trois mois une douzaine de traités avec des chefs indigènes qui lui faisaient cession de leurs droits moyennant le payement d'une rente et la protection de l'Empire. Au retour de Peters à Berlin, le Kaiser accordait à la Société, sur proposition du ministre des Affaires étrangères, une Charte impériale l'autorisant à exercer tous les droits découlant des traités, ainsi que l'administration civile et la justice sous l'autorité supérieure de l'Empire, le 27 février 1885.
Mais la zone côtière était toutefois restée sous la souveraineté nominale du sultan de Zanzibar, Saïd Barghasch, ce qui risquait à tout moment de priver les acquisitions de la Société de colonisation allemande d'une ouverture sur l'océan. Habilement circonvenu par des agents britanniques, celui-ci envoya à Bismarck une protestation officielle contre l'occupation du pays d'Usagara qu'il prétendait être sa propriété, une petite troupe étant débarquée sur le continent pour appuyer cette revendication territoriale. L'Allemagne ne s'émut guère et dépêcha une escadre vers Zanzibar, sous le commandement de l'amiral Knorr. Le 11 août, le sultan faisait marche arrière et renonçait à ses réclamations et le 29 septembre il donnait la jouissance du port de Dar es Salam aux Allemands. Un traité de commerce fut signé le 20 décembre 1885, la Société de colonisation ayant entretemps cédé la place à la Deutsch Ostafrikanische Gesellschaft.
Peters et les mandataires de la Société retournèrent en Afrique et à la suite de nouvelles expéditions, ils passèrent encore des traités avec les chefs étendant ainsi leur influence dans le sud jusqu'au Rufigi et à la Rovuma et dans le nord jusqu'au golfe d'Aden, faisant de cette région le plus vaste domaine colonial allemand de l'époque. Se méfiant toutefois des réactions de Londres, Bismarck s'abstint cependant de proclamer immédiatement le protectorat impérial sur tous les nouveaux territoires acquis et il proposa aux gouvernements français et britanniques la création d'une commission multipartite chargée d'examiner les droits du sultan de Zanzibar et de fixer les limites de ses États. À la suite du rapport des commissaires, des négociations s'engagèrent entre le Royaume-Uni et l'Allemagne et aboutirent à la signature d'une Convention du 1er novembre 1886. L'Angleterre reconnaissait à la Deutsch Ostafrika la jouissance de territoires du Rovuma au Tana et des sphères d'intérêts s'étendant jusqu'au lac Victoria et au lac Tanganyika. L'Allemagne en contrepartie adhérait à la déclaration franco-britannique du 10 mars 1862 qui reconnaissait l'indépendance du sultanat de Zanzibar et lui attribuait sur le continent, une zone côtière de dix milles de profondeur, Allemands et Britanniques obtenant diverses cessions à bail sur ces domaines afin de garder les accès à l'océan Indien ouverts.

Drapeau de la Deutsch Ostafrika
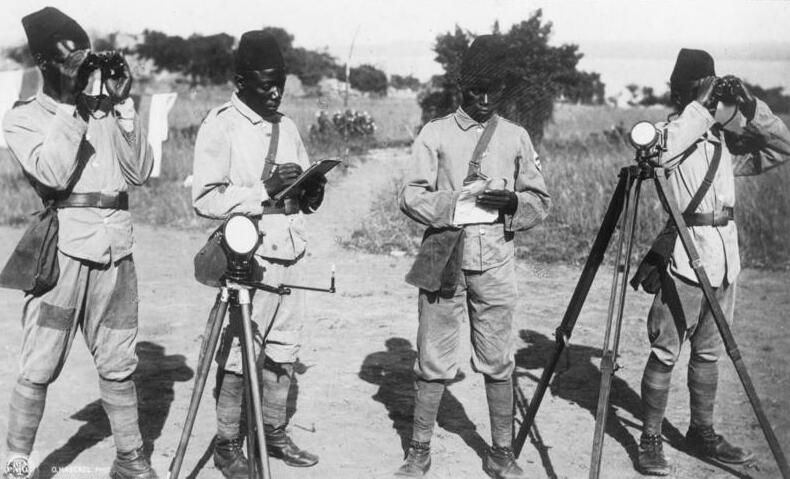
Troupes de protection, colonies allemandes de Dar es Salam en 1890.
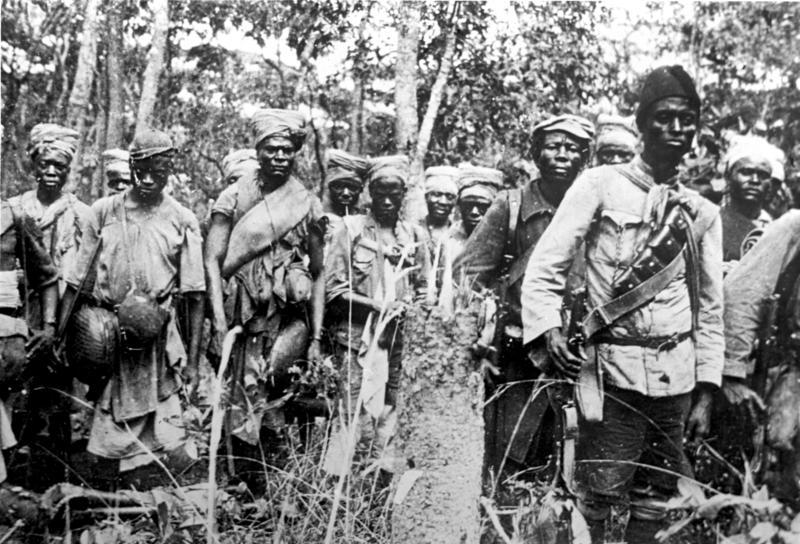
Askaris (troupes indigènes) et porteurs dans l'Est africain allemand.

Fin 1888, une révolte éclata, menée par un riche négociant arabe du nom de Buchiri ben Salem et il fallut l'intervention militaire de l'Empire pour rétablir l'ordre en avril 1890. Caprivi, qui avait succédé à Bismarck au poste de chancelier, signa ensuite avec le Royaume-Uni le traité Heligoland-Zanzibar par lequel l'Allemagne renonça à certains territoires de l'Afrique Orientale en échange de l'île d'Héligoland, son gouvernement cédant en contrepartie à la société coloniale certains privilèges, surtout d'ordre financier, sur le territoire de la colonie.
En 1914, le domaine de la colonie d'Afrique orientale allemande s'étendait sur 995 000 kilomètres carrés de superficie, ce qui en faisait la plus grande des colonies de l'Empire. L'Allemagne y développa un important réseau de chemin de fer et une ligne de navigation maritime, l'Ostafrika Linie, reliait la colonie à la métropole, aux Indes et à l'Australie.

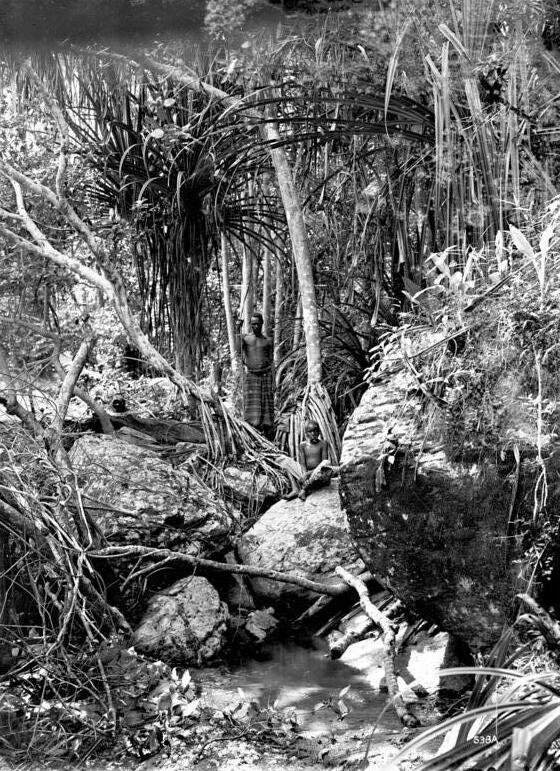
Ulugurugebirge dans l'Est africain en 1906.
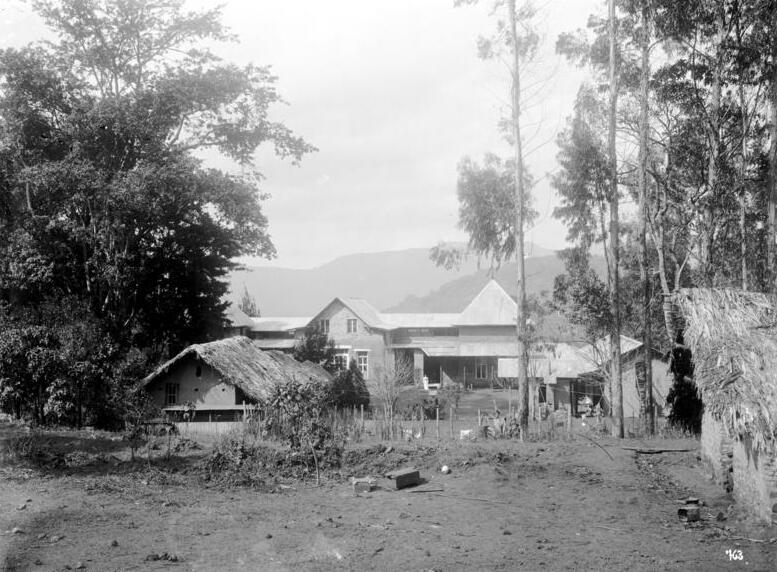
Une plantation en 1906.
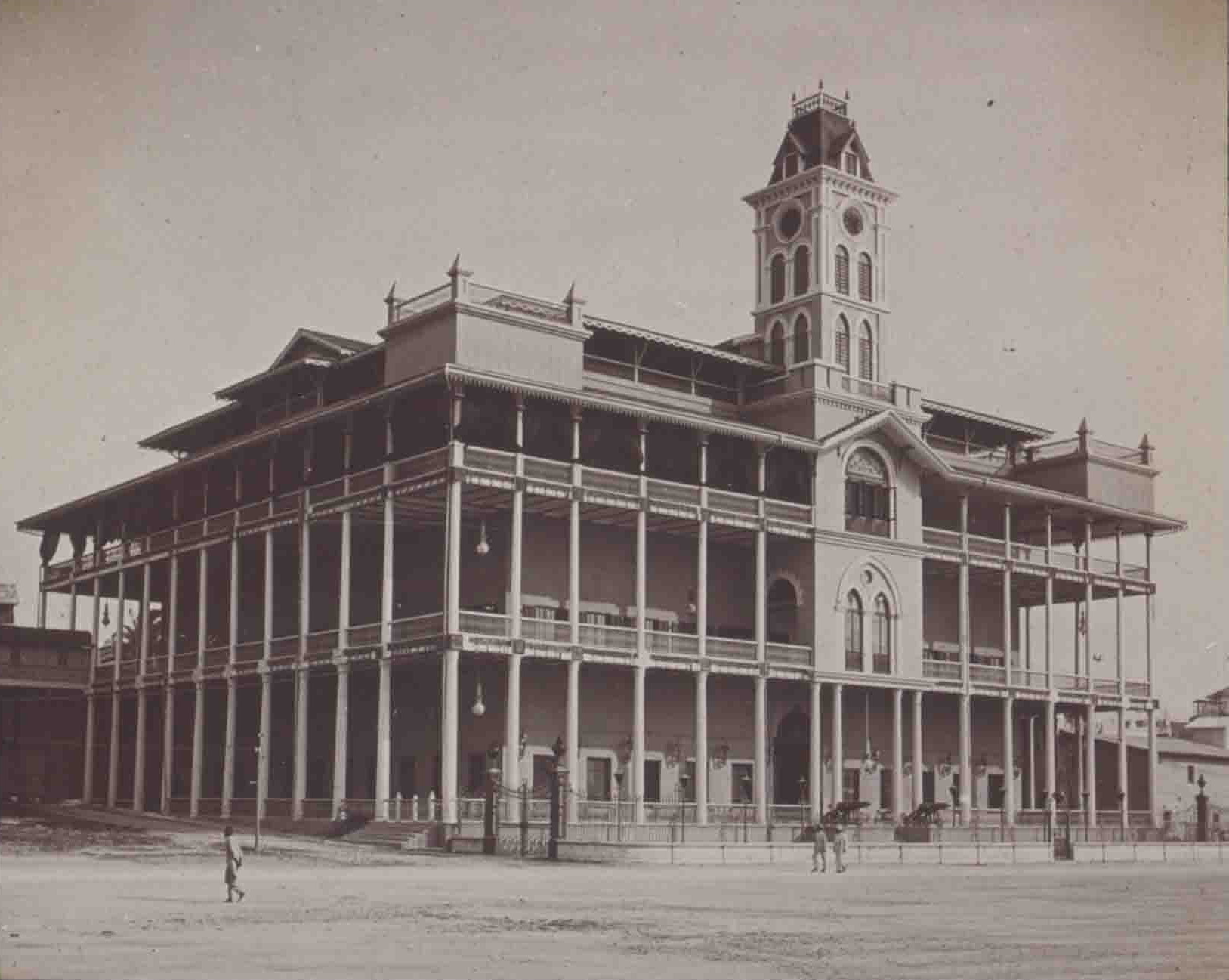
La Maison des Merveilles à Zanzibar en 1907.

- Empire colonial allemand sur Commons (Ethnies de l'Est africain allemand)

### Sud-ouest africain (Deutsch-Südwestafrika)

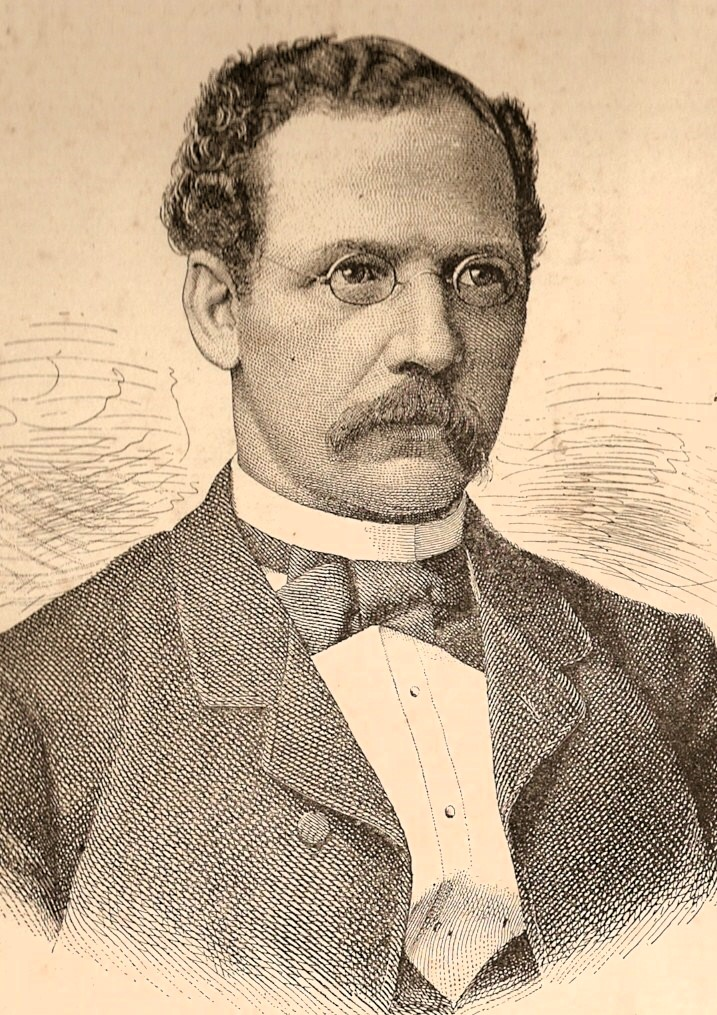
Adolf Lüderitz grande figure de l'histoire de l'empire colonial allemand.

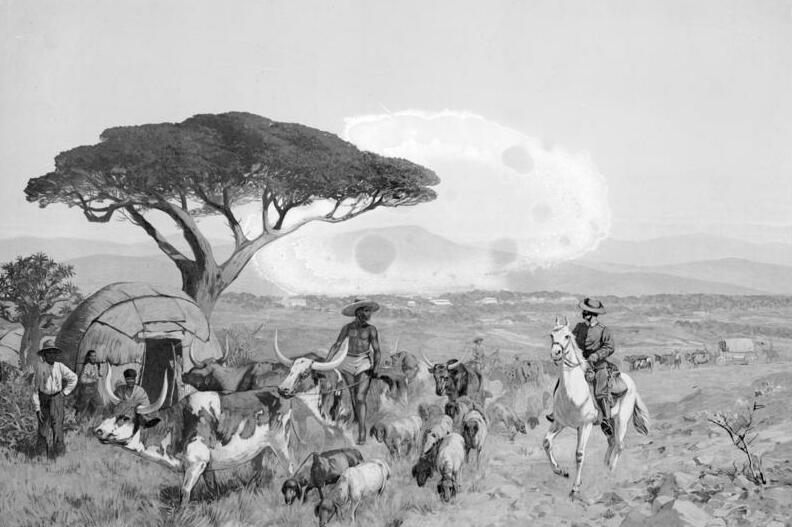
Région essentiellement couverte de savanes et de déserts, le Pays de Lüderitz ne se prêtait guère qu'à l'élevage et à l'exploitation minière.

Au milieu du XIXe siècle, des sociétés d'import-export de Brême et de Hambourg avaient développé un important réseau de comptoirs sur la côte occidentale de l'Afrique, du Liberia aux possessions britanniques d'Afrique du Sud. Ces établissements allaient servir d'assises aux colonies allemandes du Togoland, du Kamerun et surtout de la  Deutsch-Südwestafrika (Afrique occidentale allemande).
En 1882, le commerçant brêmois Adolf Lüderitz fondait un comptoir dans la baie d'Angra-Pequéna, depuis lors appelée Lüderitz (Namibie). Dans la foulée, il fit l'acquisition d'importants territoires s'étirant entre l'Angola portugais au nord et le fleuve Orange au sud et réclamait pour eux la protection de l'Empire. Ce fut à la suite de cette démarche que Bismarck inaugura sa politique coloniale en proclamant ce protectorat allemand sur la région le 24 avril 1884. En 1885 et 1886, des traités bilatéraux avec le Royaume-Uni et le Portugal virent régler les limites de la colonie. En 1895, Lüderitz céda ses droits à la Deutsche Kolonial Gesellschaft für Südwest Afrika qui agrandit encore le territoire en passant des traités avec les chefs indigènes.
Le Pays de Lüderitz, qui s'étendait sur le territoire des actuels Botswana et Namibie était une contrée pauvre constituée à l'ouest du désert du Namib et à l'est de savanes et du désert du Kalahari, ces deux régions étant séparées par une chaîne montagneuse qui au sud rejoint la côte à l'embouchure du fleuve Orange. L'environnement naturel très sec - certains cours d'eau n'étant qu'intermittents - n'y permettait guère que l'élevage et la pêche côtière mais le sol se révéla riche en ressources minières (cuivre, fer).
Les deux ethnies bantoues dominantes, les Héréros et les Namas, après avoir cédé de nombreuses terres aux sociétés et colons allemands, se retrouvèrent rapidement confinées dans des réserves et s'endettèrent dans l'achat de verroteries et de carabines de traite et autres bimbeloteries de fabrication européenne. Des troubles éclatèrent au début des années 1890 et, en 1892, une petite expédition militaire fut menée contre des pillards Hottentots menés par Hendrik Witbooi. Une nouvelle insurrection éclata en 1903 dans la partie méridionale de la colonie. Les quelques troupes disponibles ayant été attirées dans le sud, Samuel Maharero, chef Herero d'Okahandja, se rebella à son tour et en janvier 1904, une centaine d'hommes allemands isolés du Damaraland étaient assassinés et les Héréros tentèrent ensuite de détruire les lignes de chemin de fer. Quinze mille hommes furent expédiés d'Allemagne pour mater le soulèvement sous le commandement de Lothar von Trotha.
La rébellion des Héréros entraîna une terrible répression. Des camps de concentration furent établis, inspirés des camps utilisés par les Britanniques lors de la guerre des Boers, et les Héréros furent traqués et massacrés sans pitié, provoquant le premier génocide du XXe siècle,,,. Le gouvernement allemand reconnut enfin, en 2004, le caractère génocidaire de cette répression.

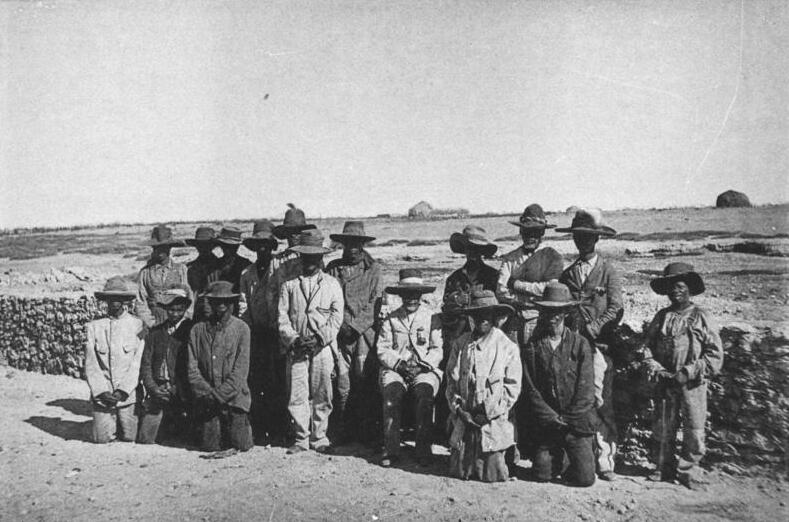
Un chef de tribu et son entourage en 1897.
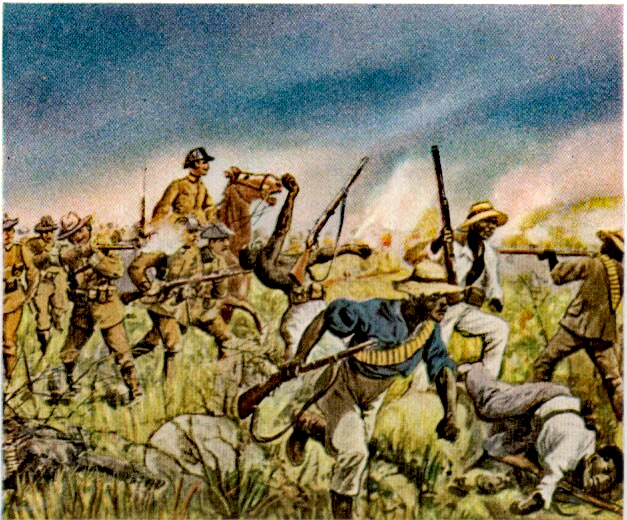
La guerre contre les Hereros en 1904
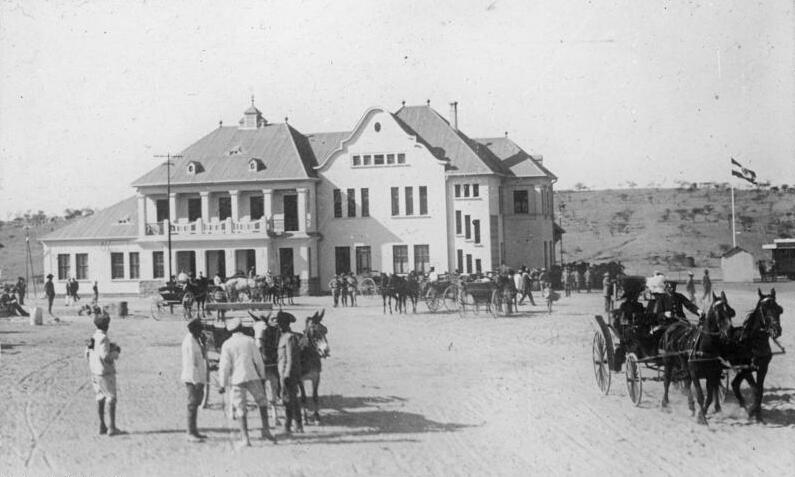
Windhoek capitale administrative de l'Afrique occidentale allemande en 1906.
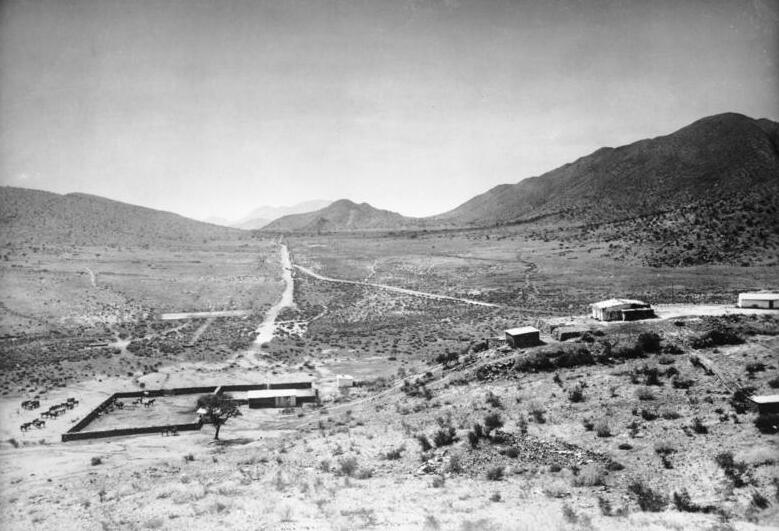
Une ferme au Damaraland en 1906.

### Rivalité anglo-allemande en Afrique australe

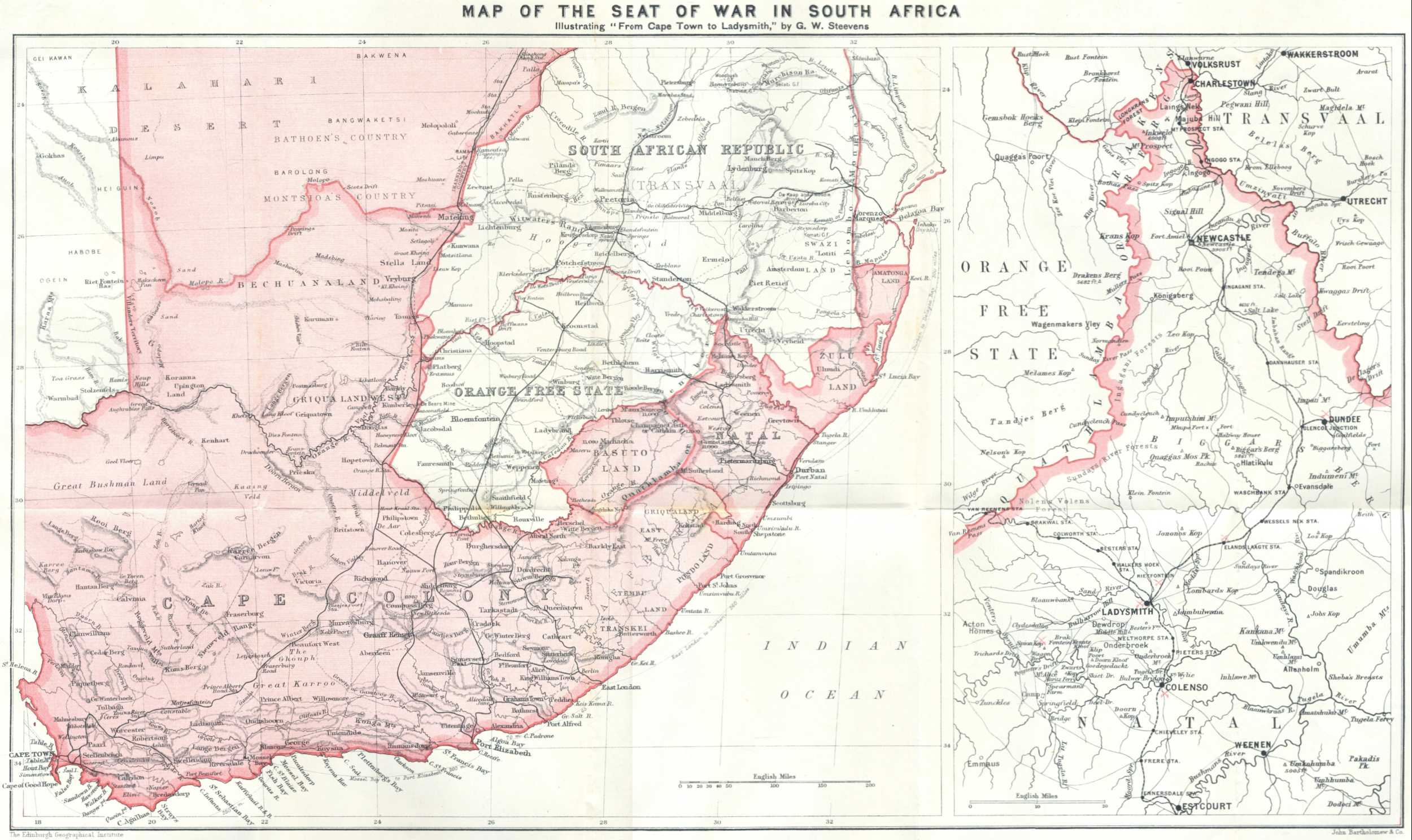
Carte de l'Afrique australe au moment de la seconde guerre des Boers. La frontière avec les colonies allemandes du Südwest Afrika apparaît à gauche.

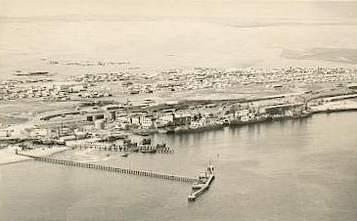
Walvis Bay en 1910. Ce port de la Côte des Squelettes demeura possession britannique enclavée dans la colonie allemande du Südwest Afrika.

L'installation des Allemands en Afrique australe peu après la première guerre des Boers (1880-1881) fut à l'origine de nouvelles tensions dans cette région devenue éminemment instable depuis les premiers conflits ayant opposé les Hollandais et les Britanniques, tensions encore accrues après la découverte des premiers filons d'or en 1890. L'Empire allemand apporta son soutien inconditionnel aux Boers dans le but notamment de protéger les intérêts de ses compagnies minières menacés par l'expansion britannique. Un accord fut toutefois signé le 30 août 1898, l'Allemagne s'abstenant dès lors par la suite d'intervenir dans le second conflit qui opposa Afrikaners et Britanniques.
De fait, les tensions entre Londres et Berlin au sujet du partage de l'Afrique australe débutèrent dès l'arrivée de Lüderitz sur la côte atlantique de la Namibie. Bien que le Royaume-Uni n'ait proclamé sa souveraineté que sur la Walvis Bay et l'île d'Angra Pequeüa, elle considérait toute la région comme faisant partie de sa sphère d'influence et du glacis protégeant ses possessions australes. Le 24 avril 1884, une dépêche du chancelier Bismarck au consul allemand à Gapstadt avisa ce dernier de déclarer aux autorités coloniales du pays que M. Luderitz et ses colonies étaient placés désormais sous la protection de l'Empire, mettant ainsi le Royaume-Uni devant le fait accompli. Le 7 août 1884, la corvette allemande SMS Elisabeth prit solennellement possession d'Angra Pequeüa et de toutes les côtes comprises entre le fleuve Orange, au sud, et le cap Frio, au nord. Les Britanniques, soupçonnant l'Allemagne de vouloir mettre en œuvre un plan d'expansion visant à relier ses possessions africaines du sud-ouest avec celles de la Deutsch-Ostafrika, le gouvernement de sa Gracieuse Majesté s'empressa donc de proclamer la souveraineté britannique sur le Natal que, cependant, il avait autrefois formellement reconnu comme ne faisant pas partie de ses possessions. Un traité signé en décembre 1886 vint délimiter les frontières des possessions allemandes en Afrique orientale. Un autre vint également fixer celles des colonies de la côte atlantique : l'Allemagne se vit contrainte de renoncer à la baie de Sainte-Lucie et concédait au Royaume-Uni une enclave commerciale sur la Côte des Squelettes à Walfisch-Bay (Walvis Bay - la Baie des Baleines), seul port réellement développé sur cette côte inhospitalière bordant le désert du Namib.
Le 14 juin 1890, le Traité Heligoland-Zanzibar contraignit l'Empire à renoncer à une partie de ses acquis de 1886 sur la côte orientale de l'Afrique et à reconnaître le protectorat britannique sur Zanzibar, moyennant quoi le Royaume-Uni lui permettait toutefois de s'étendre à l'intérieur jusqu'à la frontière du Congo belge et de se faire céder l'île Mafia.
L'Allemagne continua par ailleurs à apporter son soutien politique et militaire - fournitures d'armes et de munitions - aux Boers du Transvaal et de l'État libre d'Orange qui continuaient à résister à l'expansion britannique dans la région. En 1897, Guillaume II envoya un télégramme retentissant au président Krüger pour le féliciter d'avoir repoussé le raid Jameson. Lorsque les petites républiques entrèrent une nouvelle fois en guerre contre le Royaume-Uni, l'Empire allemand leur envoya subsides et munitions en s'abstenant toutefois d'intervenir directement pendant la seconde guerre des Boers.

### La ligne ferroviaire transafricaine
Avec l'extension de leurs zones d'influence et colonies en Afrique, les Britanniques avaient conçu l'ambitieux projet de construire une dorsale ferroviaire africaine qui relierait Le Caire au Cap. La consolidation de son implantation africaine semblant acquise après la signature de différents traités bilatéraux dans les années 1880, l'Allemagne se lança dans un prestigieux projet concurrent visant à la construction d'une ligne transafricaine entre l'Atlantique et l'Océan Indien, ce qui exigeait un accord avec les Belges pour la traversée du Congo.

### Rivalité franco-allemande au Maroc

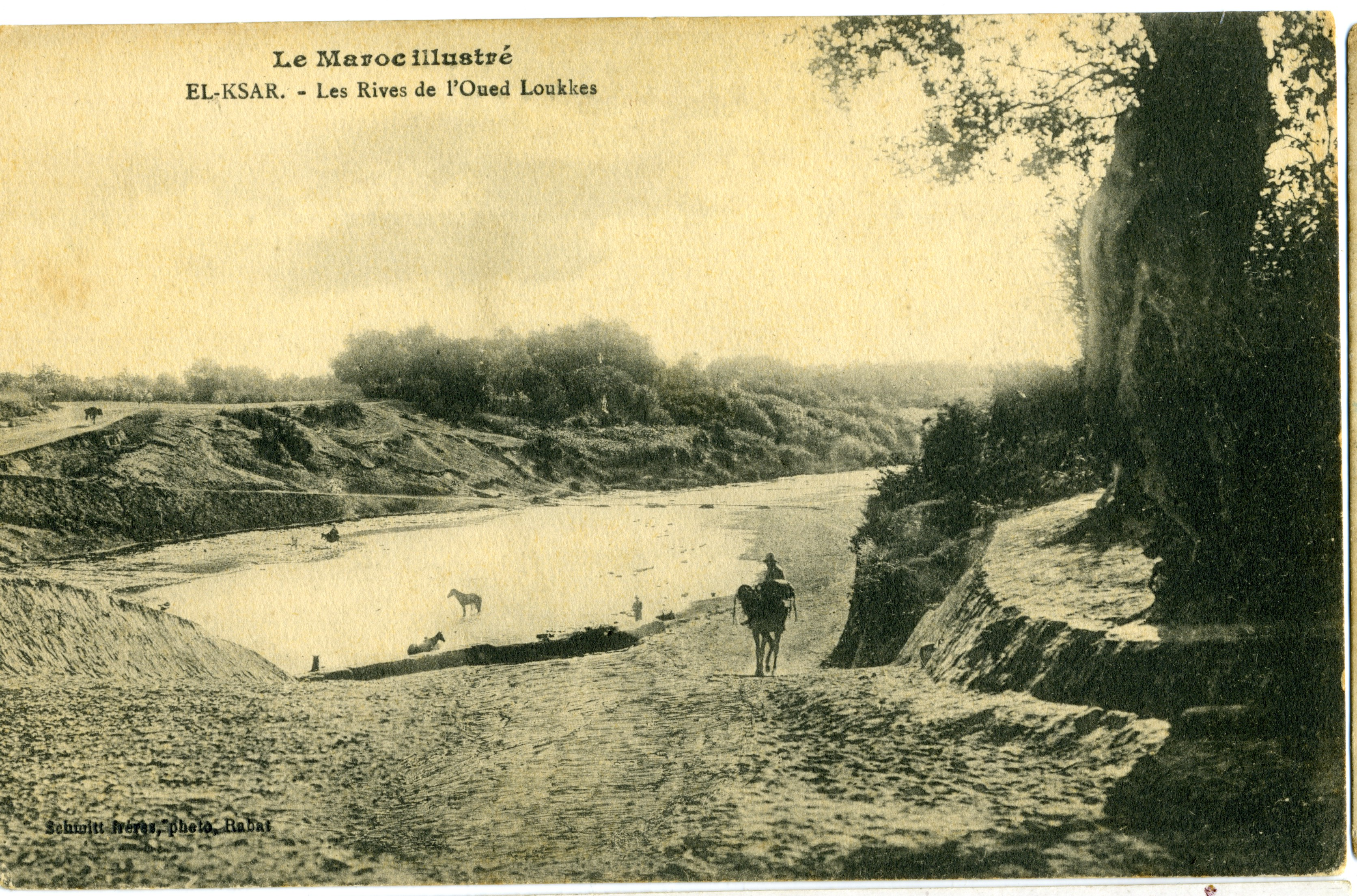
Le Maroc en 1900, objet des convoitises de Guillaume II.

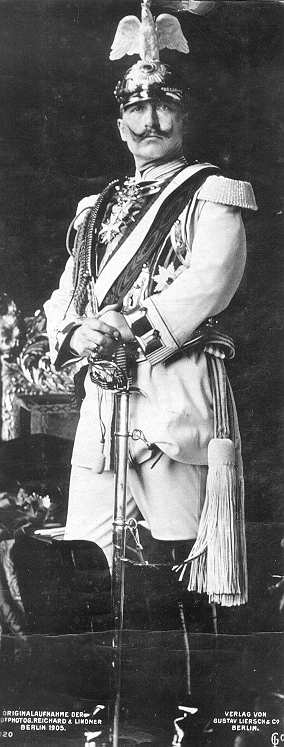
Le Kaiser Guillaume II en 1905.

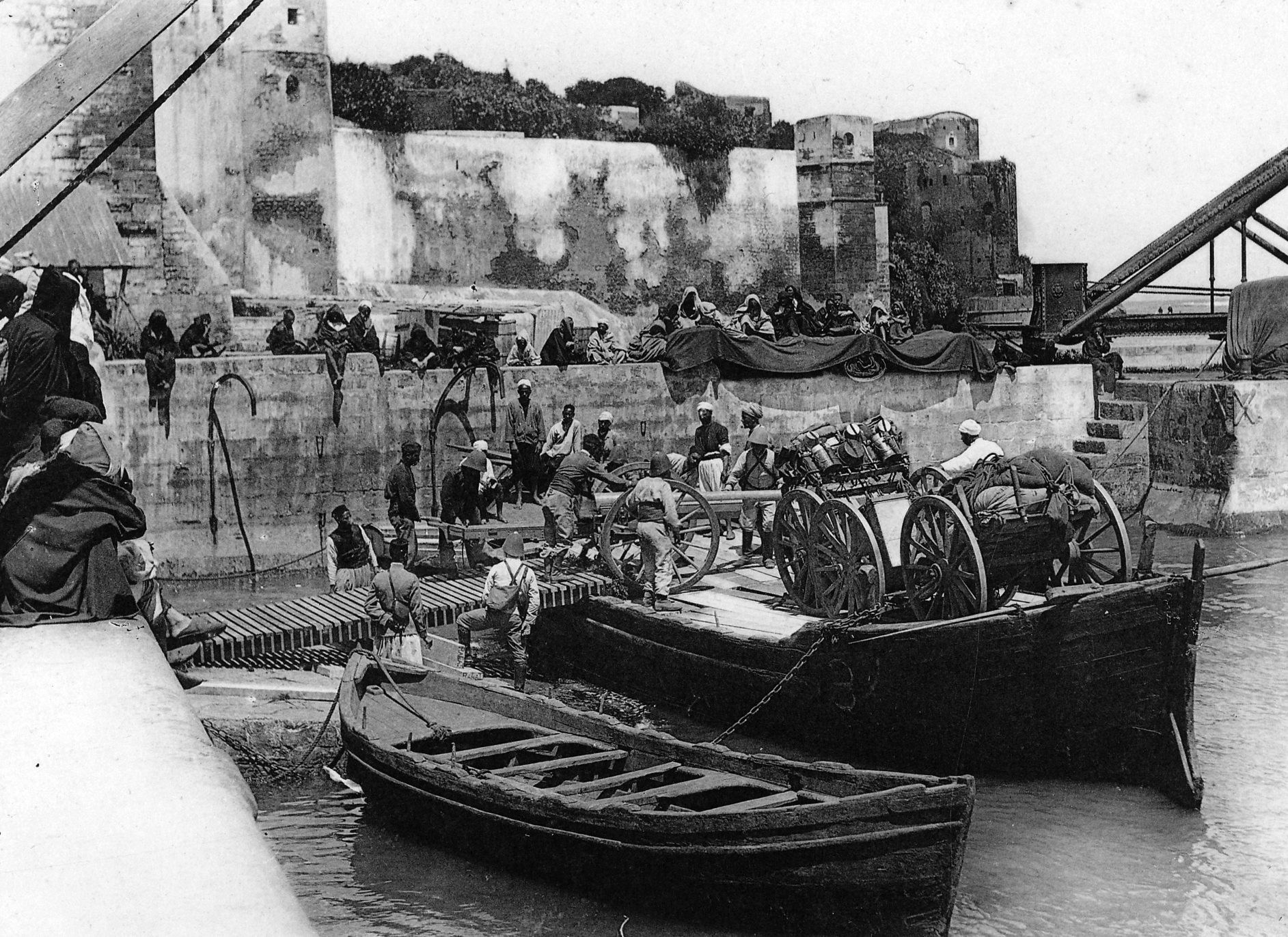
Artillerie française au Maroc en 1911 : la crise d'Agadir faillit déjà déboucher sur un conflit militaire entre la France et l'Allemagne.

Après avoir lentement assuré sa mainmise coloniale sur le nord de l'Algérie pendant la seconde moitié du XIXe siècle, la France entreprit au début du XXe d'étendre celle-ci au Maroc, l'un des derniers pays indépendants d'Afrique. De ce fait, elle entra en concurrence directe avec l'Allemagne, toujours en quête de nouvelles conquêtes coloniales sur un marché désormais quasiment arrivé à saturation.
L'Espagne, la Grande-Bretagne et la France avaient contraint les sultans du Maroc à ouvrir leurs pays au commerce européen dès le milieu du XIXe siècle, établissant leurs zones d'influence respectives par différents traités signés en 1860.
En 1876, l'Allemagne avait fait explorer la côte du Maroc et sonder tout à la fois les dispositions du chérif et celles du cabinet de Madrid au sujet de l'acquisition d'une station navale pour un dépôt de charbon et le radoub de ses navires mais cette première manœuvre d'approche avait tourné court à cause de l'intervention de Londres.
En septembre 1880, l'Empire allemand négocia avec l'Espagne la cession du port de Santa-Cruz-de-Agadir (Agadir) sur lequel les Britanniques avaient également des vues. Quelques mois plus tôt, un ancien officier prussien du nom d'Adolf von Couring avait entrepris - peut-être à l'initiative du chancelier Bismarck - une exploration du pays à la suite de laquelle il avait rédigé un ouvrage dans lequel il développait les perspectives de développement commercial et colonial qui s'y offraient à l'Allemagne dans le cadre d'une entente avec l'Espagne qui contrebalancerait celle supposée entre la France et l'Angleterre. Ces projets demeurèrent cependant en suspens vu la tiédeur à l'époque du Reichstag, et le « chancelier de Fer » était lui-même réticent envers un quelconque empire colonial Le gouvernement allemand décida toutefois l'envoi d'une mission à Fez qui ne rencontra qu'un succès des plus mitigés auprès du sultan ce qui obligea l'Allemagne à mettre entre parenthèses ses visées sur le Souss.
Après la mise à l'écart de Bismarck, qui considérait qu'une politique coloniale ne présentait aucun intérêt, puis de Caprivi, l'empereur Guillaume II, qui parlait de Weltpolitik, s'impliqua de plus en plus personnellement dans la politique coloniale allemande, usant de méthodes expéditives nettement moins prudentes et diplomates que ses chanceliers, notamment dans le cadre du dossier marocain.
Le 8 avril et le 3 octobre 1904, la France, l'Espagne et le Royaume-Uni signèrent une nouvelle série d'accords relatifs à leurs zones d'influence au Maroc. En vue dès lors d'empêcher la mainmise des concurrents de l'Allemagne dans la région, le Kaiser débarqua théâtralement à Tanger le 31 mars 1905, traversant la ville à cheval à la tête d'un imposant cortège pour se porter à la rencontre du sultan Abd-ul-Aziz pour l'assurer de son appui. Ce coup de Tanger entraîna immédiatement une poussée de germanophobie en France et la démission du ministre français des Affaires étrangères, Delcassé.
Cette première crise marocaine déboucha sur la réunion du 16 janvier au 7 avril 1906, d'une conférence internationale à Algésiras, dans le Sud de l'Espagne. Elle confirmera l'indépendance « théorique » du Maroc - qui se trouva de facto mis sous mandat politique international et sous tutelle économico-administrative franco-espagnole - tout en affirmant également le droit d'accès de toutes les entreprises occidentales à son marché, au grand dam de Guillaume II. C'est ainsi que la France et l'Espagne se virent confier la police des ports marocains tandis qu'un mandataire français était chargé de présider la Banque d'État du Maroc.
Le Maroc revient au cœur du contentieux franco-allemand en septembre 1908, quand la police française arrête à Casablanca des déserteurs allemands de la Légion étrangère que les agents consulaires allemands tentaient de protéger. Après des menaces de part et d'autre, Berlin et Paris conclurent le 9 février 1909 un accord économique prévoyant une association dans toutes les entreprises marocaines, notamment dans le domaine ferroviaire, au détriment de l'associé espagnol de la France.
En 1911, la France et l'Allemagne s'affrontent à nouveau au sujet du protectorat sur le Maroc, à la suite du renversement du sultan Abd-ul-Aziz par son frère Moulay Hafiz. La France s'étant portée militairement au secours du sultan légitime, ce que Guillaume II considéra comme une ingérence contrevenant aux traités signés, ce fut cette fois la crise d'Agadir, qui manqua de déclencher une guerre : l'Allemagne expédia la canonnière Panther vers ce port marocain sous le prétexte de protéger ses intérêts dans la région et de signifier à la France qu'elle n'avait pas tous les droits au Maroc. L'Empire allemand fut pour le coup mis en échec par l'Entente cordiale franco-britannique, mais obtint en contrepartie une extension de sa colonie camerounaise vers les territoires français limitrophes de l'Oubangui-Chari (aujourd'hui en République centrafricaine), du Congo, du Bec de Canard et du Gabon (ces extensions territoriales devenant le Neu Kamerun) par le traité franco-allemand du 4 novembre 1911.

## Colonies et concessions allemandes en Chine

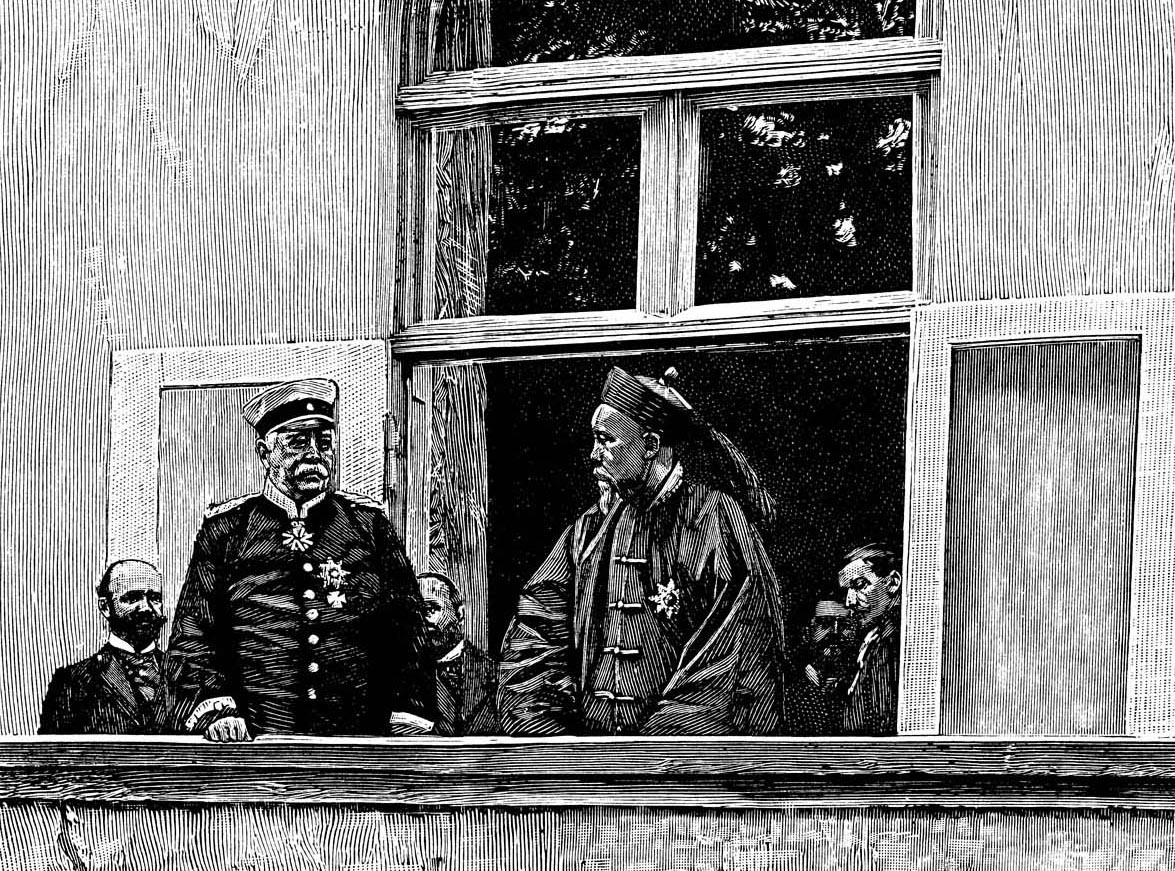
Bismarck et le prince Li Hung Tschang à Friedrichsruh en 1896.

La fin du XIXe siècle vit une véritable mise sous tutelle coloniale de l'Empire du Milieu en particulier après la Guerre franco-chinoise et la Première guerre sino-japonaise. Peu soucieuse de demeurer en reste et de se voir exclue du partage des marchés et richesses chinois, l'Allemagne s'imposa comme partenaire dans les négociations du Traité de Shimonoseki en 1896. En 1897, arguant de l'assassinat de deux missionnaires allemands, elle s'empara de facto de la baie de Jiaozhou (Kiao-Tchéou), dans la province de Chan-Toung (Shandong), arrachant au gouvernement chinois une cession à bail pour une durée de 99 ans l'année suivante - concession qu'elle transforma en protectorat - et qui vint s'ajouter à celle obtenue en 1895 à Tientsin.
Ce territoire incluait la ville de Qingdao - Tsingtau en allemand - où la Kaiserliche Marine va construire une importante base navale destinée à protéger les intérêts allemands en Chine et dans le Pacifique. Sa sphère d'influence en Chine s'étendit par ailleurs rapidement sur toute la région du Shandong et le cours inférieur du fleuve Jaune, notamment par le biais de la construction de chemins de fer (Schandong-Bahn). De fait, l'Allemagne entra ainsi en concurrence économique directe avec le Japon dans cette partie de l'Empire Céleste - situation qui sera à l'origine du ralliement du Japon à la cause des Alliés en 1914 et à l'occupation des territoires allemands par l'armée du Mikado (siège de Tsingtao).

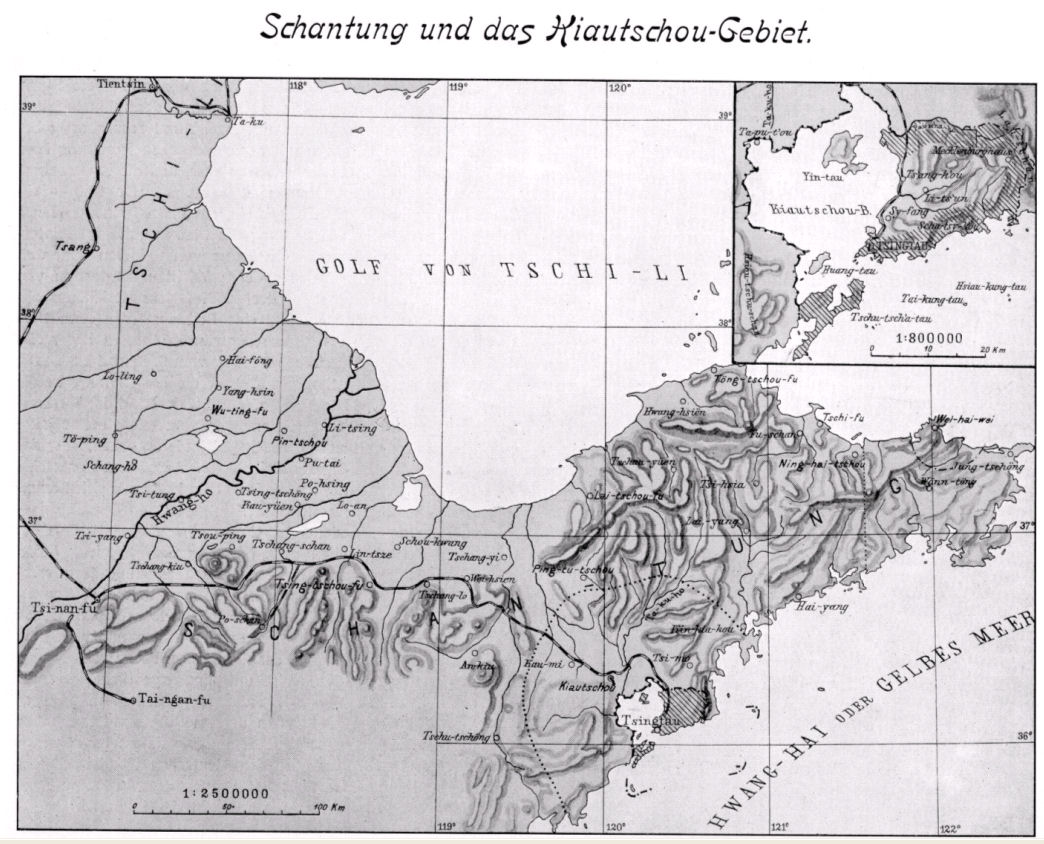
Chine. Carte allemande du Shandong, 1912.
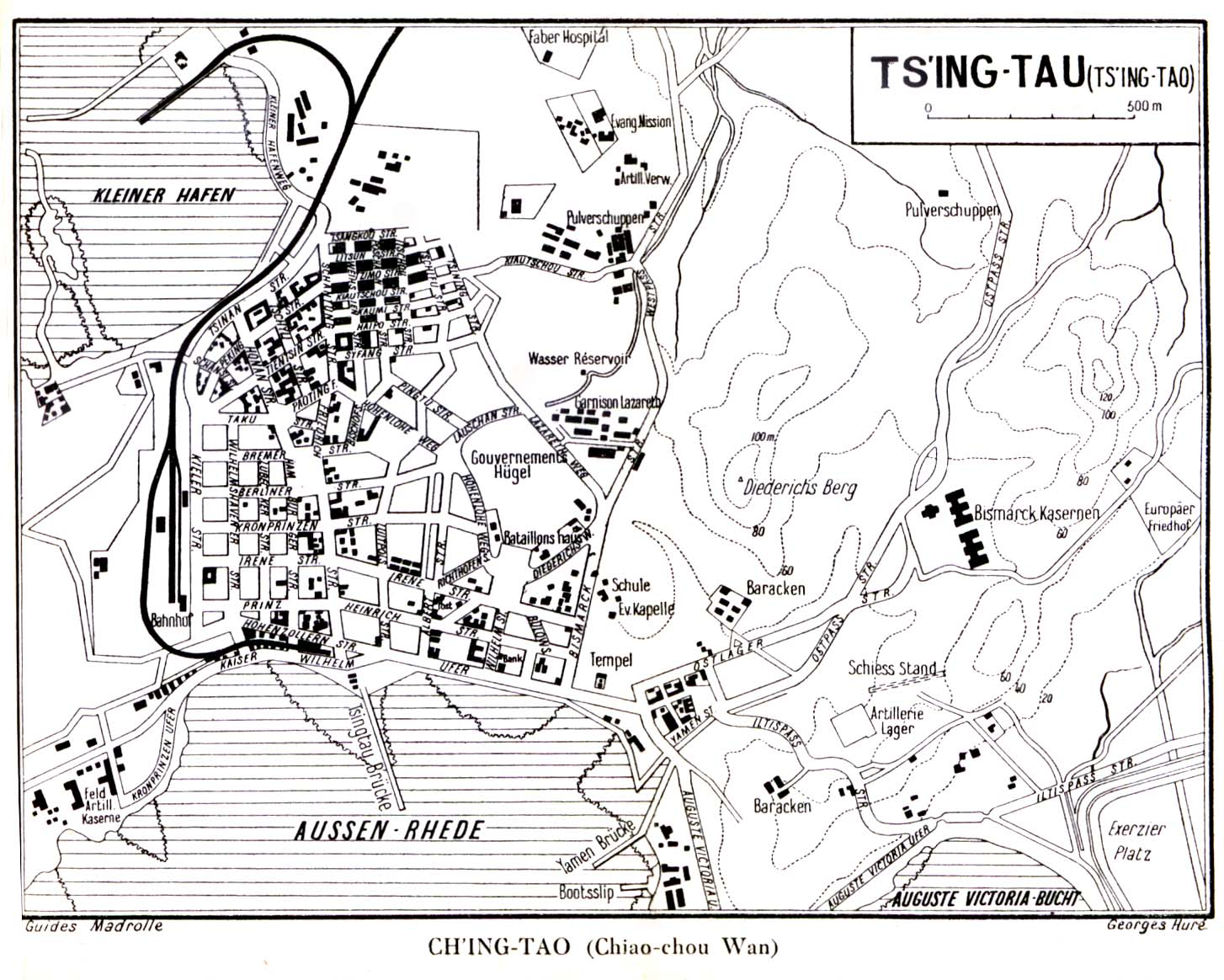
Carte de la ville de Tsingtau.
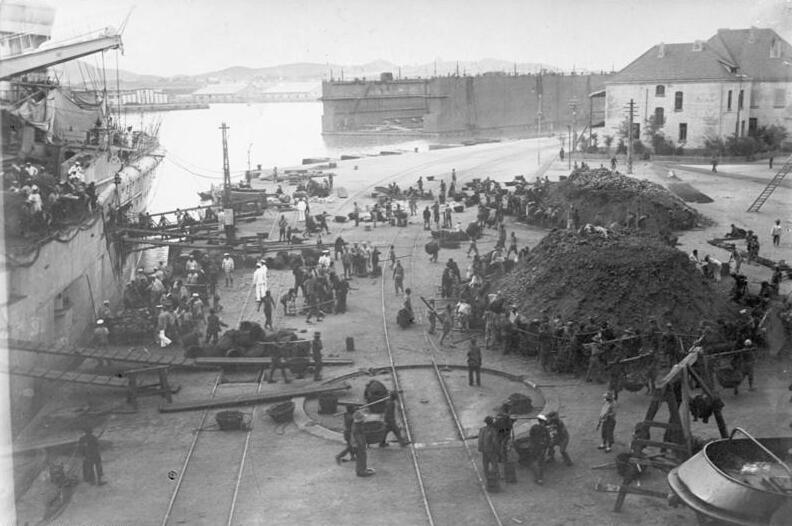
Déchargement de charbon à l'arsenal de Tsingtau.
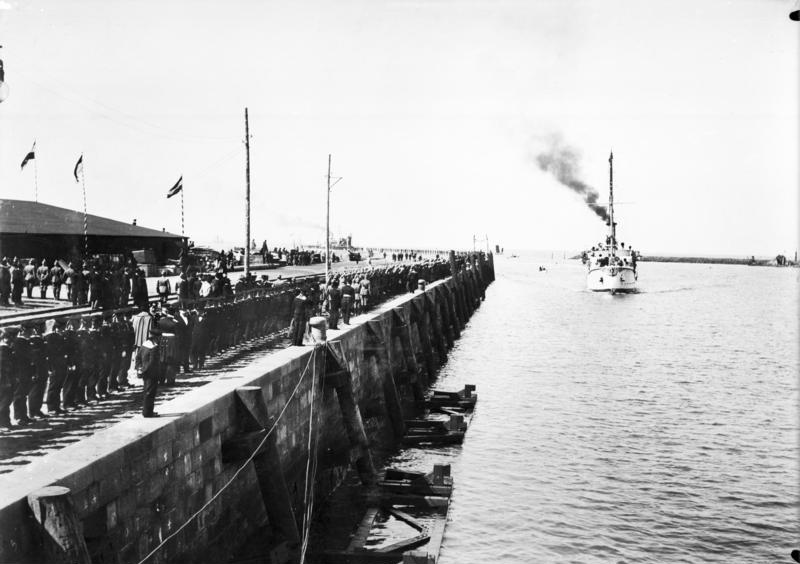
La canonnière SMS Iltis dans le port de Tsingtau en 1899.
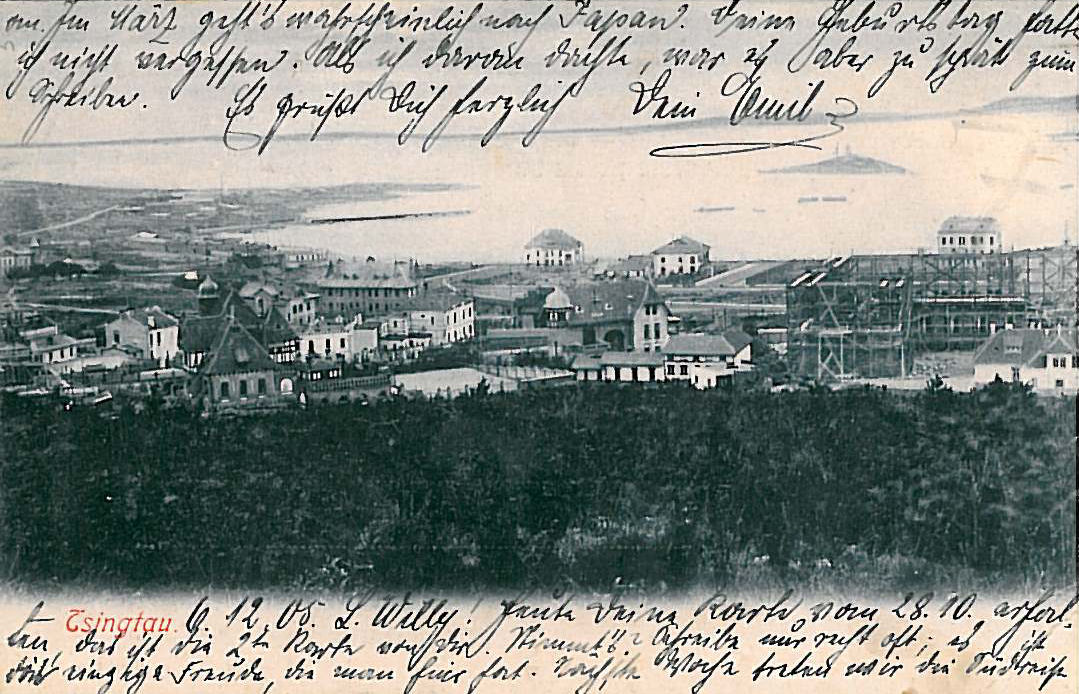
Tsingtau en 1906.

- Empire colonial allemand sur Commons(Tsingtau)

## Colonies allemandes dans le Pacifique

Colonies et zones d'influence dans le Pacifique vers 1914.

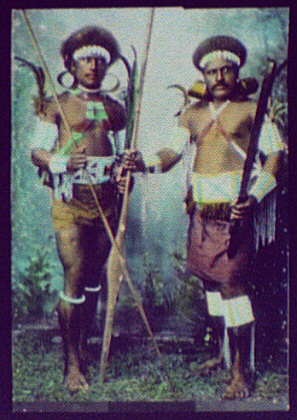
Guerriers des Îles Salomon en 1895.

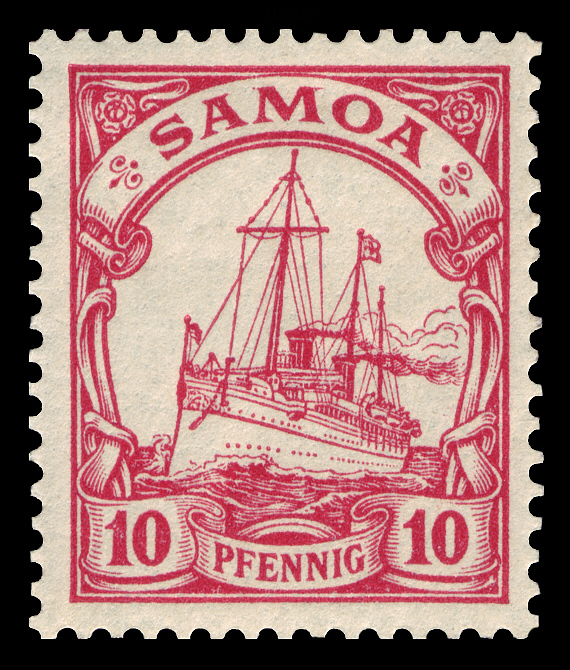
Timbre allemand des îles Samoa en 1900.

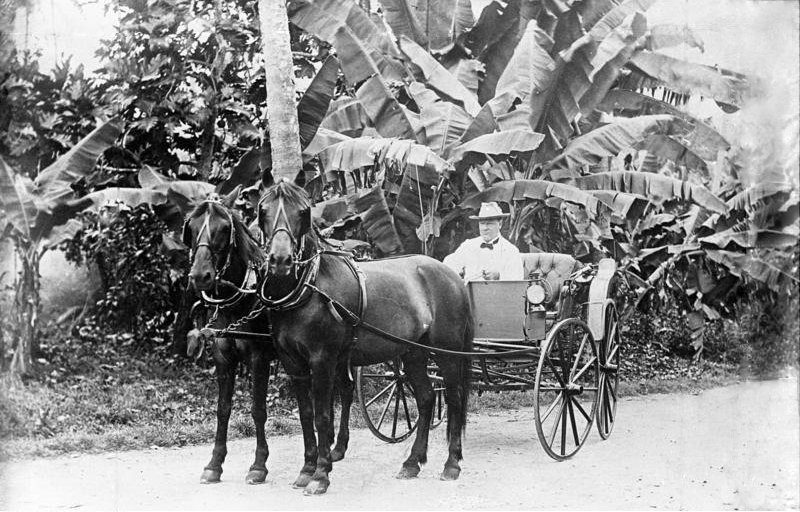
Le Dr Wilhelm Solf, gouverneur des îles Samoa en 1910.

L'Allemagne étendit également son empire colonial dans des îles du Pacifique.
Dès le milieu des années 1860, des maisons de commerce allemandes établirent des comptoirs en Océanie et notamment aux Samoa et en Mélanésie, obtenant des concessions des chefs indigènes pour l'exploitation des richesses locales. Lorsque le Deutscher Kolonialverein chargea le Docteur Finsch d'une mission scientifique en Nouvelle-Guinée - qui constitue stratégiquement le glacis de l'Australie -, la Couronne britannique dépêcha une mission de son côté et à l'issue de négociations bilatérales, l'Allemagne put établir son protectorat sur le Kaiser-Wilhems-Land qui formait la partie est/nord-est de la Nouvelle-Guinée en 1884, l'ouest étant occupé par les Néerlandais et le sud-est par les Britanniques, et l'archipel Bismarck au nord-est. Les Allemands y construiront le port de Rabaul, qui deviendra le siège de l'administration impériale locale en 1905.
L'Allemagne occupe également à l'époque les îles Samoa; les îles Marshall sont colonisées en 1885, et Nauru en 1888.
Le Reich occupe aussi en 1885 le nord de l'archipel des îles Salomon, où elle impose son protectorat sur ce qui s'appellera les Salomon septentrionales ou Salomon du Nord. Le traité de 1899 les rattachera au protectorat britannique des Salomon méridionales créé en 1893, l'Allemagne conservant toutefois les deux principales îles du nord, l'île Bougainville et l'île Buka
Conformément à la politique pragmatique de Bismarck, de nouvelles sociétés privées sont créées : la Schutzgebiet der Neu-Guinea Kompanie et la Schutzgebiet der Marschall Inseln Verein voient ainsi le jour, les noms de Nouvelle-Bretagne et de Nouvelle-Irlande étant changés contre ceux de Nouvelle-Poméranie (Neu-Pomern) et Nouveau-Mecklembourg (Neu-Mecklenburg).
Après l'occupation de Tsingtau en Chine et la construction de sa grande base navale, l'extension de l'empire colonial allemand dans la zone Pacifique connaît une seconde phase au tournant des XIXe et XXe siècles : les Mariannes - partagées avec les États-Unis -, les îles Palaos et les Carolines sont rachetées à l'Espagne pour une somme de 18 000 000 de marks/or en 1899.
Le domaine colonial allemand dans la zone Pacifique fut essentiellement constitué de colonies d'exploitation des ressources « exotiques » locales : phosphates de Nauru, coprah, caoutchouc, bois tropicaux, café, cacao et perles. La faible densité des populations indigènes très dispersées nécessitait pour l'exploitation des plantations l'importation de main-d'œuvre exogène, principalement chinoise. Horizon lointain de l'empire colonial, ces possessions bénéficièrent également d'une relative autonomie économique et administrative. Compte tenu des distances, elles restèrent en effet peu ouvertes aux importations de produits finis allemands, s'approvisionnant plutôt sur les marchés asiatiques, australiens et sud-américains avec lesquels elles tisseront un important et fructueux réseau de relations commerciales. L'administration se réduisit à la présence de consuls et de quelques fonctionnaires, même si la Marine impériale y maintint une présence plus affirmée. L'ouverture du canal de Panama allait d'ailleurs donner une place importante à ces bases lointaines dans la stratégie navale impériale. Les relations avec les indigènes y furent aussi beaucoup plus correctes que dans le reste de l'Empire, autorités et colons n'hésitant pas à négocier avec les chefs tribaux locaux et les métissages y étant plus fréquents.

## Administration des colonies
« Un système colonial analogue à celui actuel de l'Angleterre, c'est-à-dire avec des garnisons, des gouverneurs et des fonctionnaires de la mère-patrie ne nous est pas indiqué par des raisons qui tiennent à notre organisation et à notre situation intérieures; mais je pense que l'Empire ne peut s'empêcher d'étendre sa protection autant que ses forces le permettent, sur toutes les entreprises commerciales des sujets allemands qui sont liées à des acquisitions territoriales »

— Otto von Bismarck

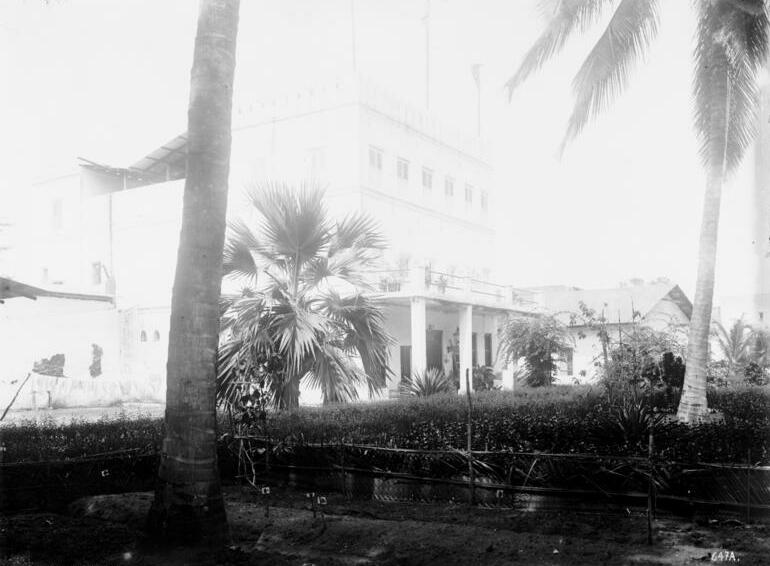
Siège de la Deutsch Ostafrika Gesellschaft - DOAG à Pangani en 1906.

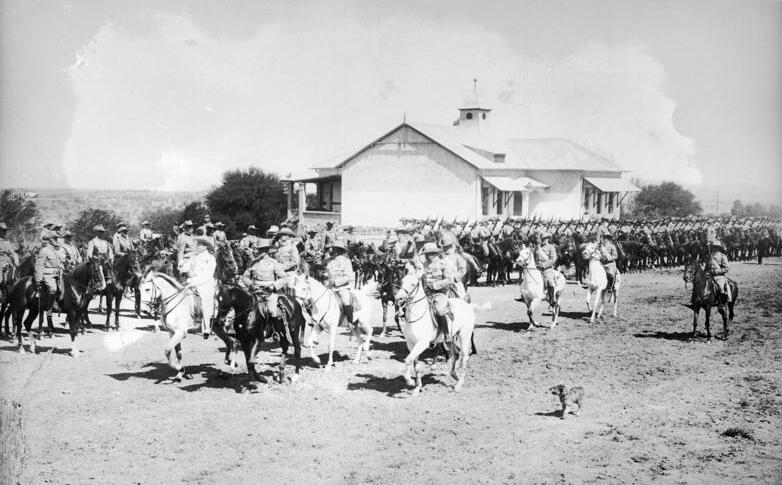
Le Dr Theodor Seitz, gouverneur du Deutsch Südwest Afrika passant en revue les Schutztruppen en 1907.

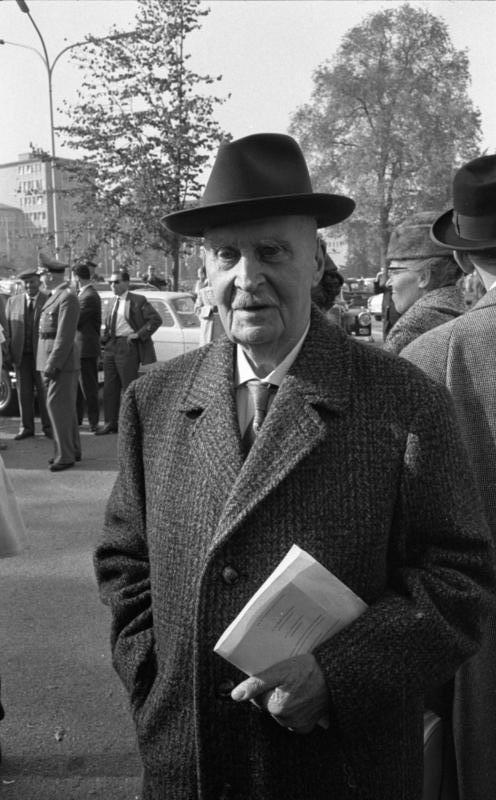
Adolf Friedrich zu Mecklenburg (photographié en 1962), ancien gouverneur du Togoland.

Ces propos de Bismarck résument de manière pertinente ce que fut la politique générale de l'Allemagne quant à l'administration de ses colonies qui se retrouvèrent quasiment sous administration privée pendant toute leur histoire, l'intervention étatique se réduisant à la présence de gouverneurs, de quelques fonctionnaires délégués et policiers et de Schutztruppen épaulées par des troupes indigènes (Askaris). Dans les possessions du Pacifique, les planteurs assuraient eux-mêmes la police de leur domaine en s'en remettant à des milices privées indigènes. Les véritables centres de pouvoir et de décision ne se trouvaient donc pas dans les belles demeures des gouverneurs impériaux mais dans les sièges des sociétés coloniales en Allemagne et dans les capitales coloniales. Jusqu'au début du XXe siècle, comme déjà signalé plus haut, les colonies n'étaient pas rattachées à un ministère spécial et leur administration ne dépendait que d'un département du ministère des Affaires étrangères ; la construction et l'aménagement du port et de la base de Tsingtau en Chine furent l'œuvre du seul ministère de la Marine travaillant en toute indépendance. Ce fut la révolte des Hereros qui provoqua une véritable prise en main politique de cette administration, amenant alors seulement la création d'un ministère propre.
La liberté d'action laissée aux initiatives privées de sociétés capitalistes arrivées tardivement sur le marché colonial et soucieuses avant tout de profits immédiats détermina de manière décisive la philosophie générale de la politique coloniale allemande et le rôle des administrations publiques et militaires tout autant que celui plus discret des missions : à l'opposé de la France ou de la Grande-Bretagne, le Reich ne se sentit en effet jamais investi d'une quelconque « mission civilisatrice », en particulier en Afrique, le but premier étant avant tout de rentabiliser rapidement et sans états d'âme les investissements engagés. Cette approche essentiellement affairiste, dans le même esprit que celui de la politique congolaise du roi des Belges Léopold II, engendra le même cynisme et les mêmes excès - qui donnèrent d'ailleurs lieu occasionnellement à de vives critiques au sein même du Reichtag - : les méthodes brutales et expéditives de la répression du soulèvement des Herreros en 1904 puis celle de la Rébellion des Maji-Maji en Afrique orientale en furent les plus sanglantes illustrations.
La situation fut toutefois sensiblement différente dans le reste du domaine colonial allemand, en particulier en Chine au regard du contexte politique local et international. Dans les archipels du Pacifique, il fut même procédé à l'établissement d'un cadastre foncier différenciant le domaine coutumier indigène et celui des plantations, les Polynésiens étant dans l'ensemble mieux considérés que les Africains.

### Administration publique et militaire

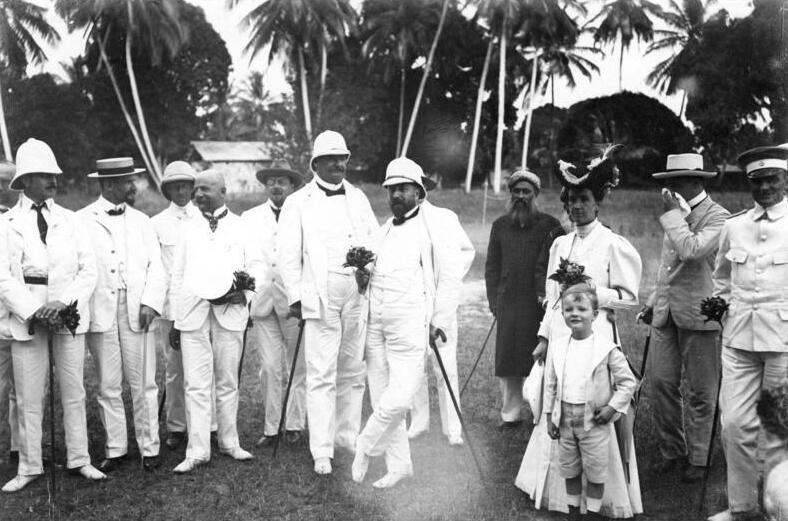
Bernhard Dernburg en visite officielle à Zanzibar en 1907.

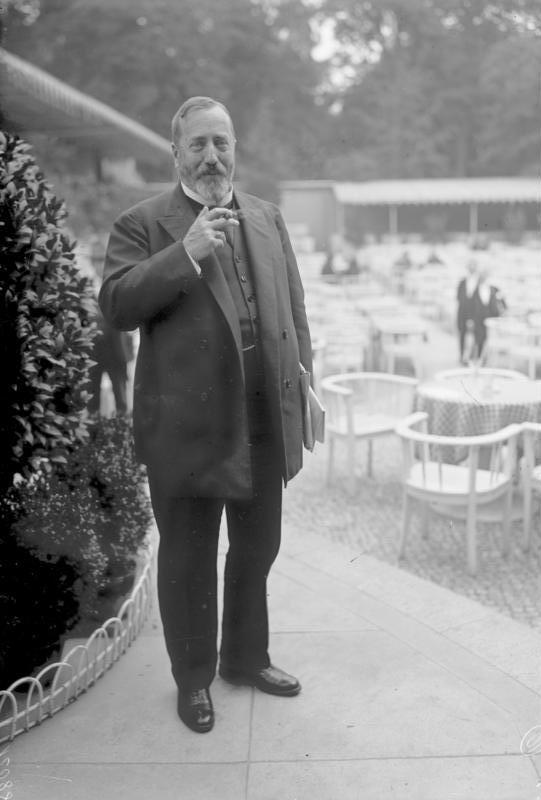
Bernhard Dernburg, ancien secrétaire d'État impérial aux Colonies, en juillet 1931.

La prudence et le pragmatisme du chancelier Otto von Bismarck qui marquèrent les premiers pas de la politique coloniale allemande dans les années 1880 réduisirent dans un premier temps l'intervention étatique dans l'administration des domaines d'outre-mer à sa forme la plus symbolique : présence d'un gouverneuret de quelques fonctionnaires et douaniers chargés de la perception des taxes et de la comptabilité de subsides impériaux. Ce ne fut d'autre part qu'après le départ de Bismarck, au début des années 1890, que furent levées les premières Schutztruppen à recrutement mixte allemand et indigène (Askaris) qui ne firent jamais partie des armées impériales. Par ailleurs, lorsque survinrent la révolte des Boxers, puis dans les années 1900 en Afrique australe, celle des Namas et des Hereros, celles-ci durent être renforcées par des troupes métropolitaines et passèrent pour le temps des opérations sous le commandement d'officiers venus de Berlin. Les révoltes des Herero et Nama furent suivies de massacres en masse dans ces populations,.
Ce fut l'intérêt personnel croissant du Kaiser Guillaume II - soucieux notamment du faible retour financier des subsides impériaux et de la fiscalité coloniale - sur le sujet, au tournant des XIXe et XXe siècles, qui amena une réelle réforme de cette politique et de cette administration comme déjà signalé plus haut. Encore dut-il d'ailleurs, lui et son gouvernement, compter sur une intense campagne de propagande pour gagner le Reichstag et l'opinion publique à cette réforme et à ses projets personnels.
Cette reprise en main étatique de la gestion de l'empire colonial allemand passa dans un premier temps par le désintéressement financier des compagnies privées et suscita au début des années 1900 une réelle revitalisation de l'économie coloniale qui se traduisit notamment, sous la direction du secrétaire d'État aux Colonies Bernhard Dernburg (1865 - 1937), puis sous celle du consul général et ensuite sous-secrétaire d'État Friedrich von Lindequist, par un important développement commercial et par l'extension conséquente des réseaux ferroviaires : en 1904, l'Allemagne ne possédait en Afrique que 479 kilomètres de chemins de fer; en 1913, elle en avait 4 176.

### Missions et hôpitaux

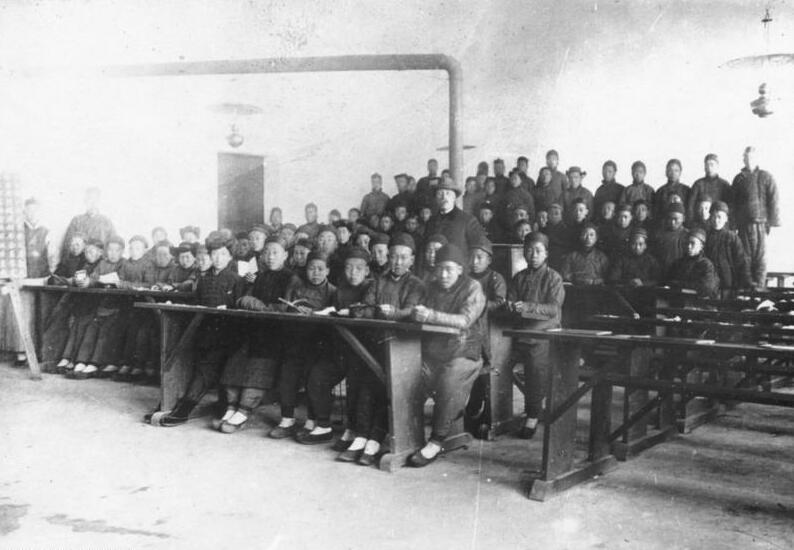
Élèves chinois d'une école allemande des chantiers de la base de Tsingtau en 1897.

Historiquement, l'établissement de missions religieuses allemandes - principalement en Afrique - est légèrement antérieure à celui des comptoirs coloniaux puisqu'il remonte à la première moitié du XIXe siècle.
Ainsi, bien avant l'arrivée d'Adolf Lüdertiz, des missionnaires de la Société des missions du Rhin, partis du Cap, avaient établi des stations dans le Namaqualand et le Damaraland en Afrique australe. Cette Société des missions s'y occupa aussi de commerce et d'agriculture en faisant l'acquisition auprès des Herreros d'une étendue de terres à l'est de la station Walfisch-Bay, y implantant par la suite 19 autres établissements.
Si elles entretinrent des liens assez étroits avec les fonctionnaires et les agents et préposés des sociétés coloniales, ces missions religieuses ne manquèrent cependant pas de savoir aussi se montrer critiques à l'égard des méthodes d'administration : ainsi au Togo, les agissements brutaux et avilissants perpétrés par ces administrateurs sur les populations autochtones entraînèrent en 1902 de vives protestations et de récurrentes plaintes des missionnaires catholiques auprès des autorités coloniales et impériales.
Le développement des infrastructures sanitaires coloniales fut à nouveau lui aussi la résultante d'initiatives privées de médecins allemands visant, dans un premier temps, à assurer une assistance médicale aux colons allemands et à leurs collaborateurs indigènes : troupes auxiliaires, gens de maison et employés des maisons de commerce. Constatant de manière très pragmatique les effets dévastateurs des épidémies - notamment celle de la maladie du sommeil causée par la mouche tsé-tsé dans les colonies africaines - sur la main-d'œuvre autochtone et les baisses de rendement qui en étaient la conséquence directe, les Allemands ouvrirent cependant assez rapidement l'accès à ces infrastructures aux indigènes, allant même jusqu'à organiser des campagnes de vaccinations et la formation d'infirmiers locaux.

### Relations entre colons et autochtones

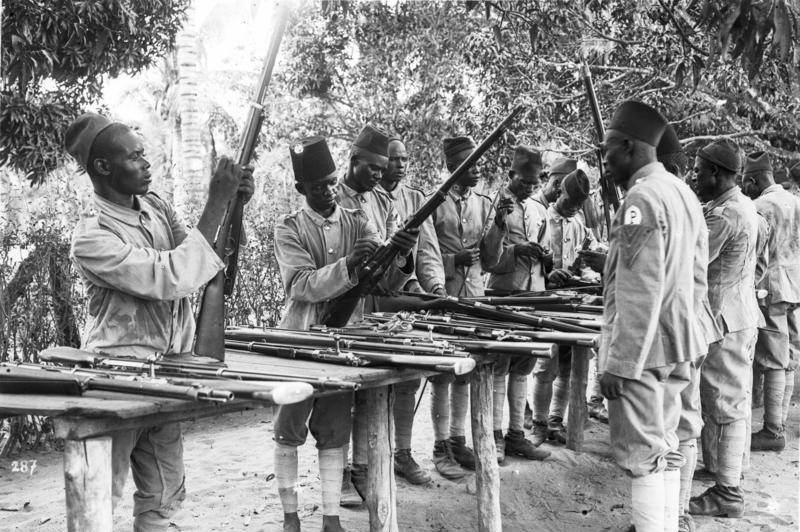
Des auxiliaires de police (Polizeiaskaris) en Afrique orientale en 1906.

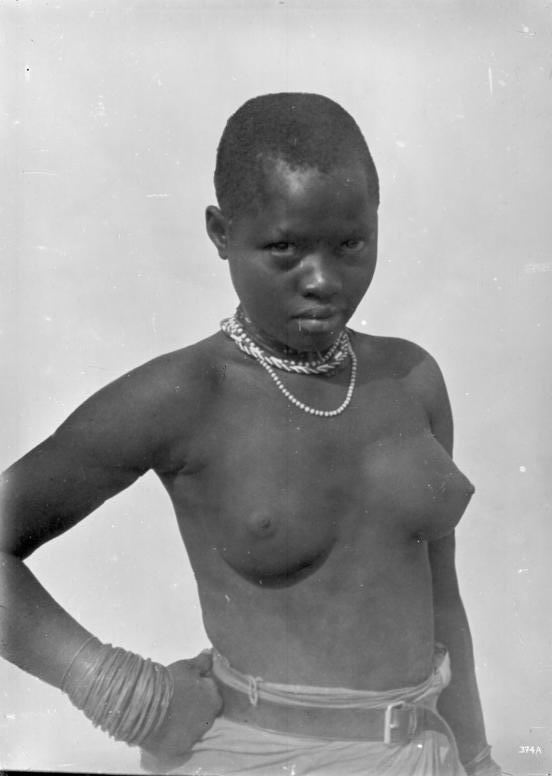
Jeune fille indigène (Junge Negerin) en 1906 : le statut des populations indigènes dans les colonies africaines allemandes était quasiment celui d'esclaves (photo : Walther Dobbertin).

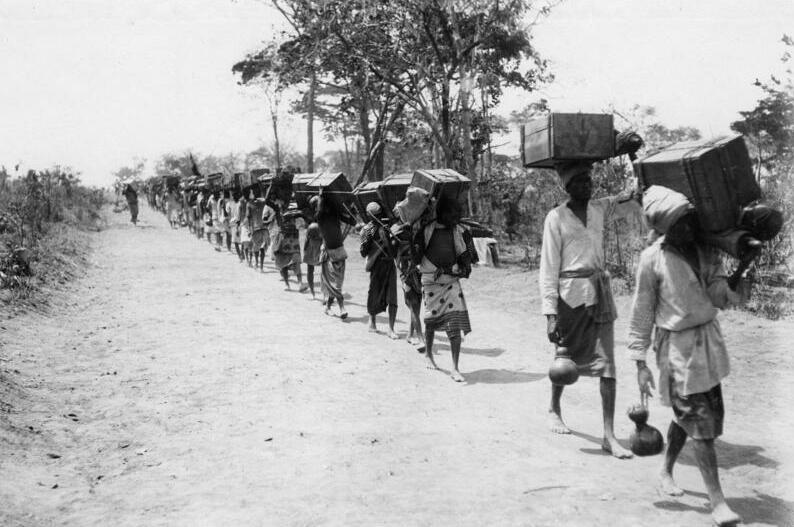
Porteurs indigènes en Afrique orientale allemande.

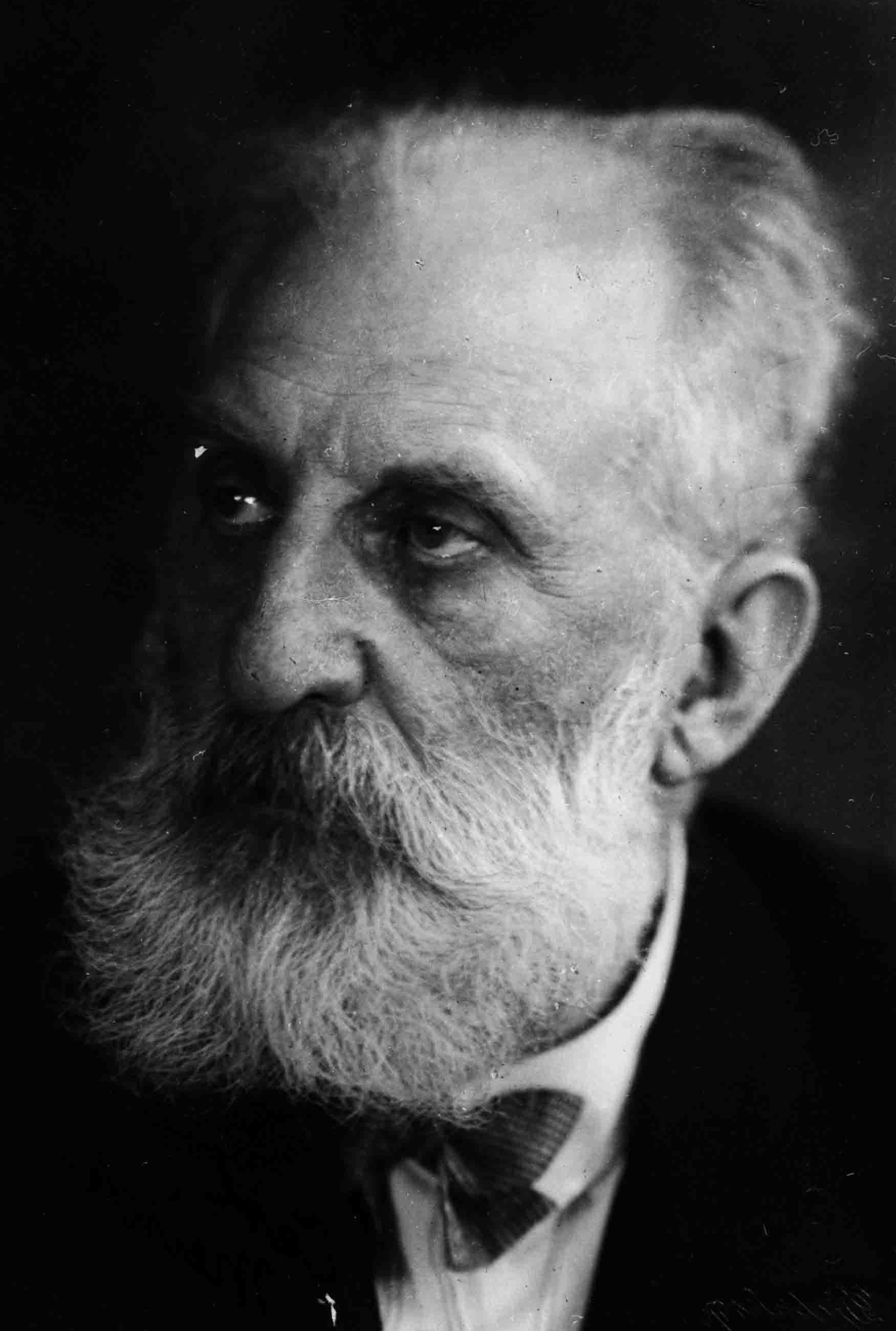
Le linguiste africaniste allemand Carl Meinhof.

Il est important de préciser, lorsque l'on aborde l'histoire du colonialisme allemand sous l'angle anthropologique ou sociologique, que les colonies allemandes ne furent jamais des terres de relégation de proscrits, de délinquants ou d'opposants politiques comme ce fut le cas pour la Grande-Bretagne : les colons allemands sont des migrants volontaires, pour la plupart, des employés et agents des sociétés coloniales, des fonctionnaires impériaux ou des commerçants. L'esprit avant tout affairiste, la solidarité communautaire et la Kultur allemande marquent aussi fortement la mentalité de ces expatriés volontaires en dépit du fait qu'en quittant les frontières de l'Empire, ces émigrants perdent leur statut de citoyens impériaux pour devenir des Heimatlosen - ce qui paradoxalement renforce outremer leurs sentiments identitaires. Tous ces éléments - ainsi bien sûr que les stéréotypes idéologiques européens à l'égard des colonisés, intellectuellement et culturellement « inférieurs » - jouent un rôle essentiel dans la mentalité de ces colons et influencent très fortement leurs rapports avec les indigènes, marqués d'affairisme pragmatique, et de condescendance.
Il ne faut pas perdre non plus de vue que ces Allemands côtoyèrent fréquemment d'autres colons européens venus de nations concurrentes voire hostiles (Français, Belges et Britanniques) ou d'allogènes eux-mêmes expatriés venus d'autres horizons culturels (colons et commerçants arabes musulmans établis de longue date en Afrique orientale, travailleurs chinois « importés », etc.). Vis-à-vis des commerçants musulmans, les Allemands créent, à l'instar des Britanniques, un comité anti-esclavagiste, le Deutschen Antisklaverei Komitee afin de supprimer l'esclavage, et qui est présidé un temps en Allemagne par le prince de Wied.
Pourtant les colons allemands instaurèrent un véritable système de taxes/corvées qui par bien des aspects ressemblait à une caricature outrancière du système médiéval de servage. Les Africains étant toujours présentés, comme on le faisait aussi dans les autres empires coloniaux, de manière très péjorative - paresseux, stupides, sales, fourbes, immoraux - la violence physique, allant jusqu'à des exécutions publiques « exemplaires » pour des futilités, devint rapidement un « outil de travail » parfaitement légitime et usuel.
Cette situation n'empêcha toutefois pas quelques mariages entre colons et indigènes, au grand dam des autorités politiques et de la caste coloniale. L’interdiction légale de célébrer ces mariages civils entre Allemands et Africaines fut instaurée en 1905 dans le Sud-Ouest africain allemand, interdiction mise en place dans les autres colonies au cours des années suivantes. D'autres mesures légales vexatoires furent également prises à l'égard de ces couples mixtes et de leurs enfants (interdiction de fréquenter les établissements scolaires allemands, interdiction de prendre part aux élections des conseils régionaux, etc.). Une tentative libérale de dépôt d'une proposition de loi visant à légaliser ces mariages et à protéger les droits légaux des enfants nés de ces unions faîte au Reichstag en 1912 provoqua un tel tollé tant dans les colonies qu'en Allemagne qu'elle fut rapidement rejetée.
D'autre part, tandis que Français et Britanniques s'appuyaient fréquemment sur l'autorité des chefs traditionnels pour construire le plus pacifiquement possible leur empire, les Allemands au contraire n'hésitèrent guère à profiter des rivalités inter-ethniques ou inter-dynastiques et de la vénalité de certains roitelets et potentats indigènes pour asseoir leur emprise.
Toutefois, ce mépris affiché, institutionnalisé et légalisé à l'égard des populations africaines n'empêcha pas ethnologues, anthropologues, linguistes, missionnaires et parfois fonctionnaires allemands de s'intéresser avec la plus extrême rigueur scientifique aux cultures indigènes - au point de susciter la création d'une véritable « école africaniste allemande » de grande réputation - et de leur faire prendre fait et cause pour les Africains, maltraités dans leur identité ethnique et moqués dans leurs croyances « superstitieuses » et leurs cultures « primitives » et « inférieures » par leurs compatriotes. L'itinéraire de Atangana Ntsama, fils d'un chef de clan de l'ethnie beti-ewondo est assez symptomatique de ce « divorce idéologique » entre les milieux coloniaux - affairistes, colons ou fonctionnaires - racistes et les milieux scientifiques et intellectuels humanistes et négrophiles. Ce serviteur de la cause coloniale allemande, devenu, en tant que conseiller indigène, le dépositaire de la culture de son peuple, devint en 1911 « moniteur » de langue ewondo à l’Institut colonial de Hambourg, aux côtés de linguistes de renom tels que le professeur Carl Meinhof et le docteur Heepe. Atangana arriva à ce titre en Allemagne le 1er mai 1912 et fut en activité à l’Institut colonial du 25 juin 1912 au 11 juin 1913. Il y fut mis à contribution pour l’étude de l'ewondo. Les textes dont il est l’auteur furent imprimés en 1914, puis repris, avec leur traduction en allemand, dans un volumineux ouvrage que le Dr. Heepe consacrera à la langue des Beti de Yaoundé et qu’il publiera en 1919.

## Liquidation de l'empire colonial allemand à la fin de la Première Guerre mondiale
Pendant la Première Guerre mondiale, les colonies allemandes sont presque immédiatement occupées par les Alliés. En Afrique orientale allemande, les hostilités tardent à être engagées. Elles opposent les Britanniques, les Belges et les Portugais à une troupe allemande réduite qui entame une guérilla jusqu'au 14 novembre 1918 – lorsqu'ils apprennent l'armistice du 11 novembre – pour signer sa reddition le 23 novembre. En 1919, le traité de Versailles entérine la fin de l'Empire colonial allemand, dont les vainqueurs se partagent les colonies sous mandat de la Société des Nations :
- la France obtient la majeure partie du Cameroun et la partie orientale du Togo, qu'elle partage avec l'Empire britannique ;
- la Belgique obtient le Ruanda-Urundi qui faisait partie de l'Afrique orientale allemande ;
- le Royaume-Uni obtient, outre les territoires camerounais et togolais non-administrés par la France :
  - le Tanganyika, détaché de l'Afrique orientale allemande ;
  - le Sud-Ouest africain, administrée par le dominion de l'Union d'Afrique du Sud ;
  - la Nouvelle-Guinée et Nauru, administrés par le dominion d'Australie, les Samoa par le dominion de Nouvelle-Zélande ;
- le Japon obtient les îles Mariannes, Marshall et Carolines, dont l'île de Palau, et occupe également les comptoirs et territoires allemands de Chine jusqu'en 1922, date à laquelle ils sont rendus à la république de Chine.

Il s'agit pour les puissances victorieuses d'agrandir leurs empires coloniaux aux dépens de l'Allemagne mais aussi de punir moralement l'Allemagne. L'Allemagne, responsable de la guerre, a fait acte de barbarie et, en ce sens, elle est incapable d'assumer la mission « civilisatrice » que les contemporains attachent au colonialisme.
La date officielle de la fin de l'empire colonial allemand est janvier 1922, date du début des administrations des territoires saisis, au nom de la Société des Nations, même si l'empire colonial allemand est liquidé à Versailles, fin 1919. Les débuts des nouvelles administrations sont difficiles, et passer à de nouvelles langues coloniales (anglais, français et japonais) prend du temps. L'allemand est encore utilisé dans l'administration de certains territoires jusqu'au début des années 1930, comme au Tanganyika (qui passe définitivement à l'anglais en 1932)[réf. souhaitée], car de nouvelles élites et administrateurs doivent se former dans les langues des nouvelles puissances coloniales.

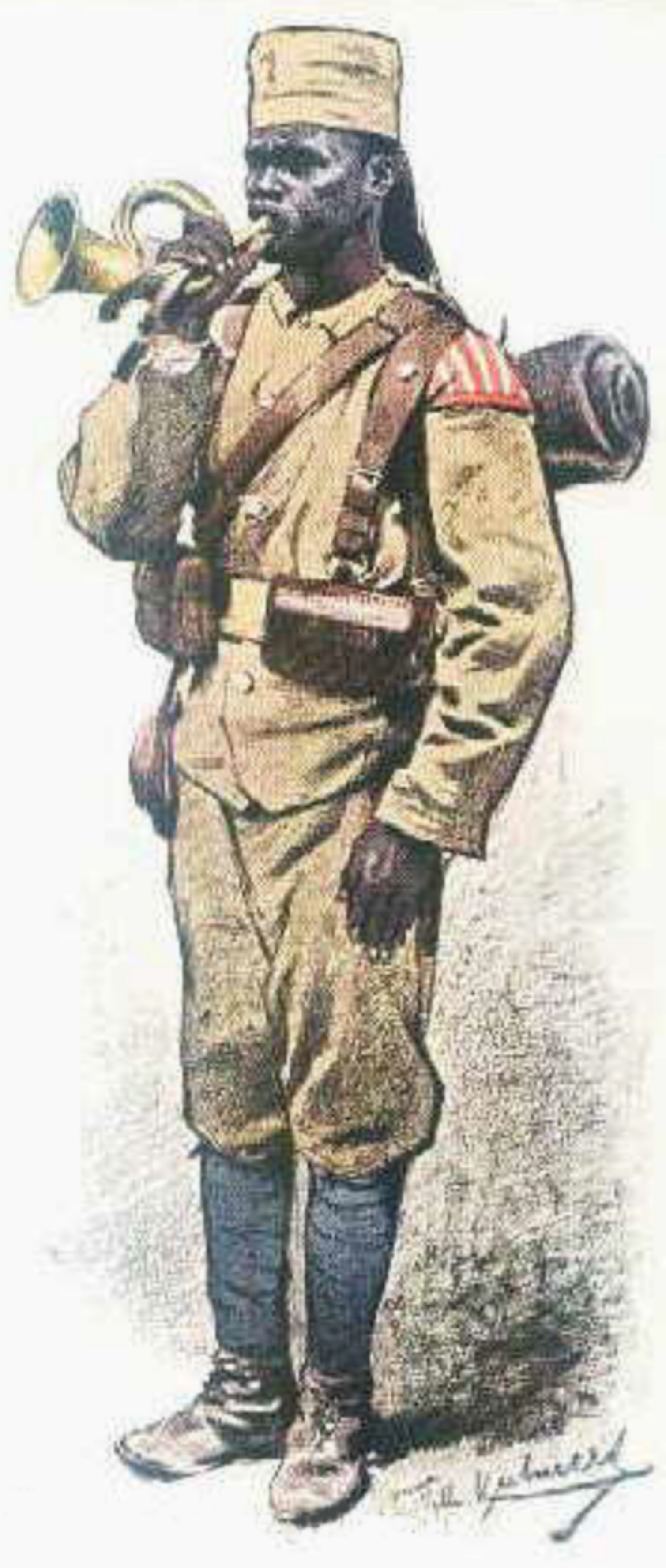
Askari Ostafrika. Planche de Richard Knötel (1914).
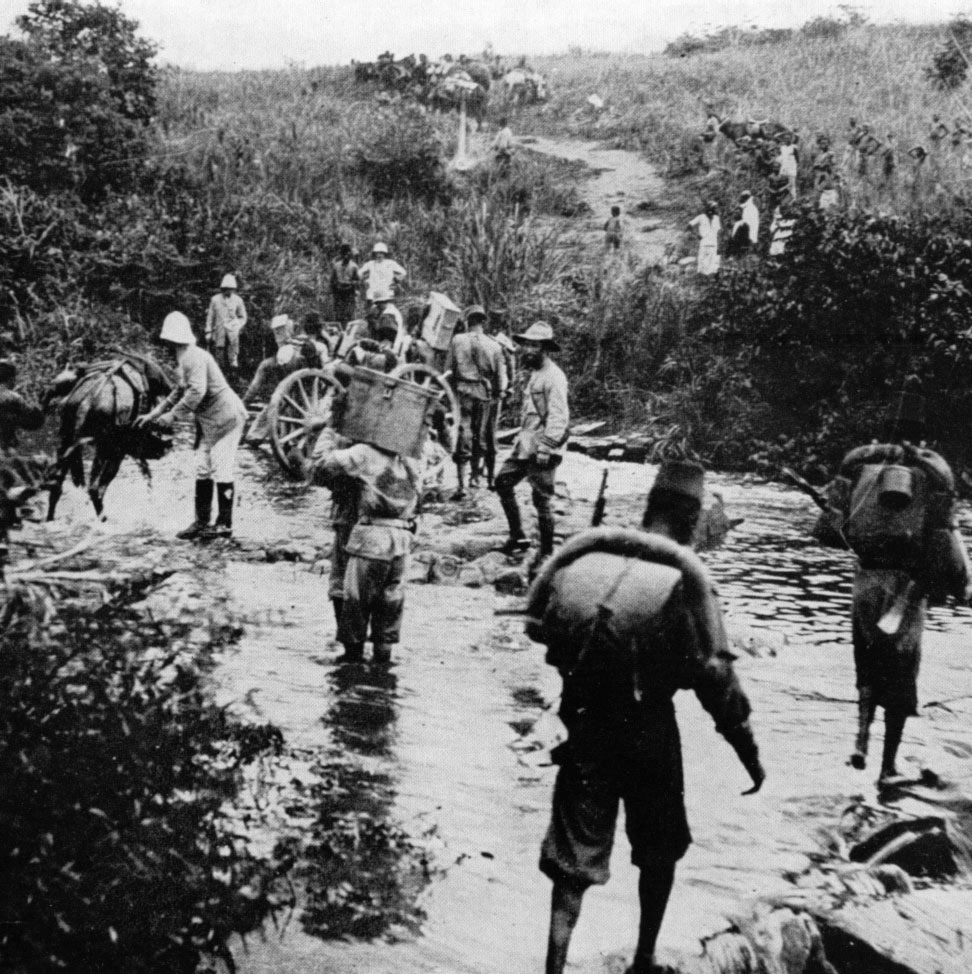
Soldats belges et congolais en campagne dans l'Est africain.
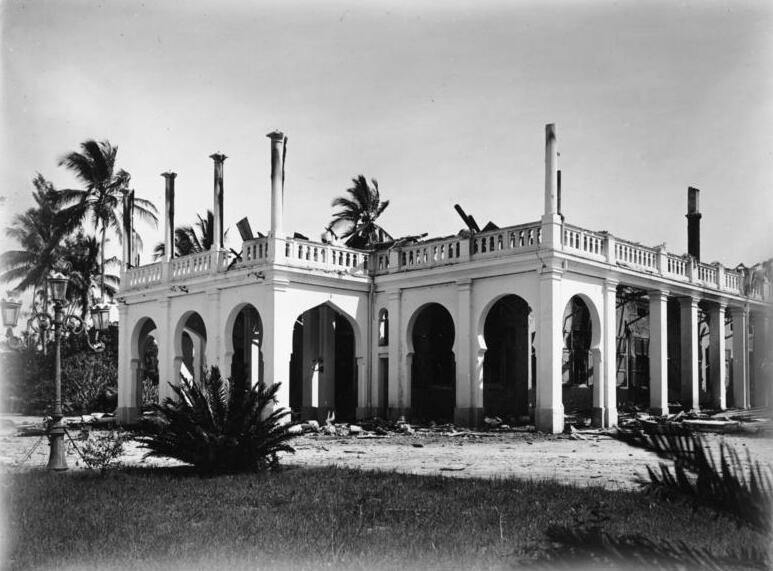
Ruines de la résidence du Gouverneur de l'Afrique orientale allemande.
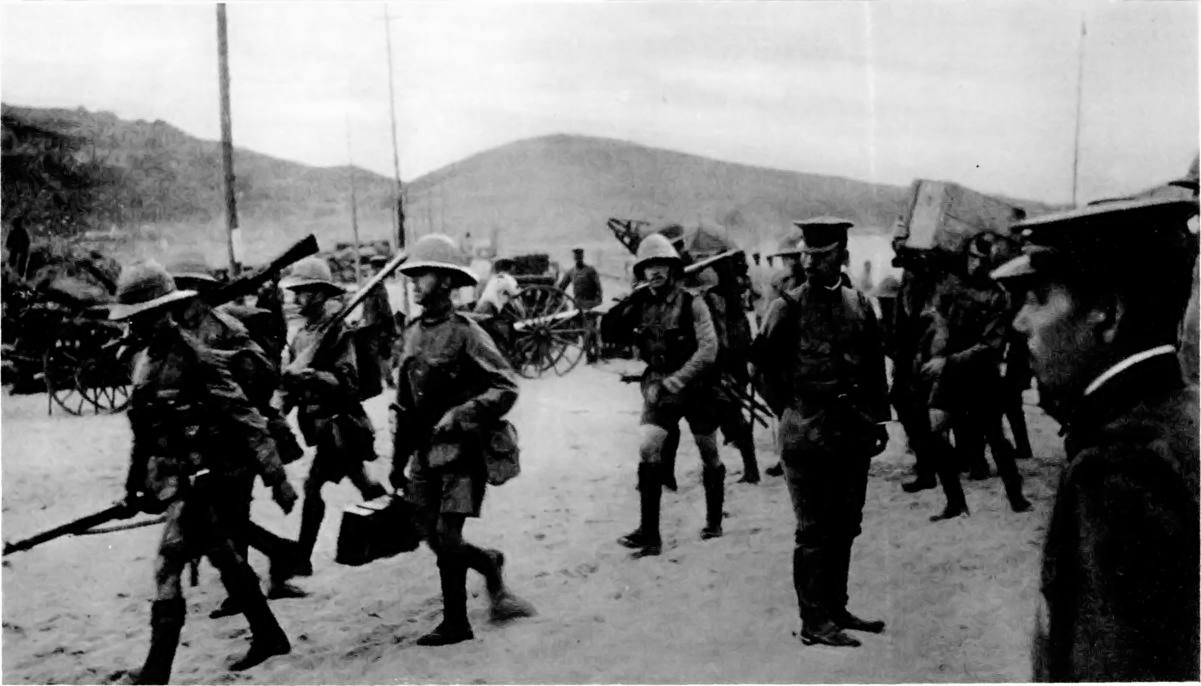
Soldats britanniques et japonais à Tsingtau en 1914.

### Bibliographie

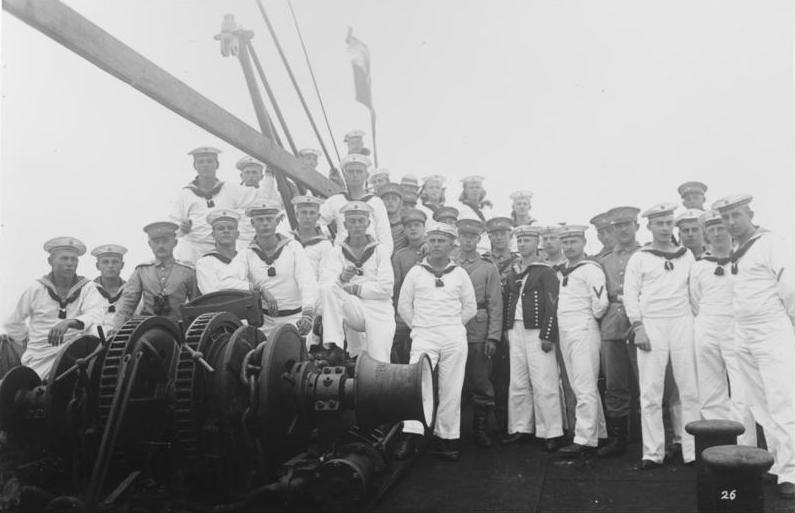
Marins de la Kaiserliche Marine à Tsingtau (1912).

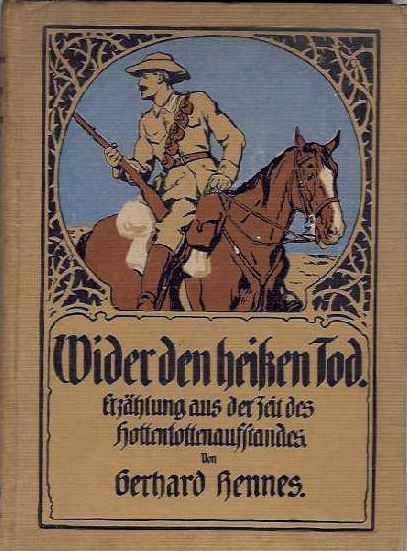
Roman colonial propagandiste de Gerhard Hennes paru en 1915.

### Articles connexes

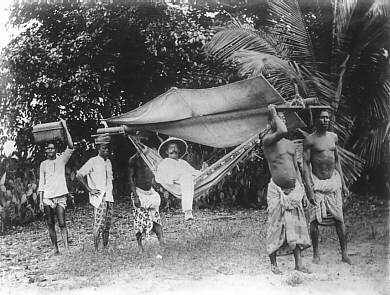
Un colon allemand au Togoland en 1885.
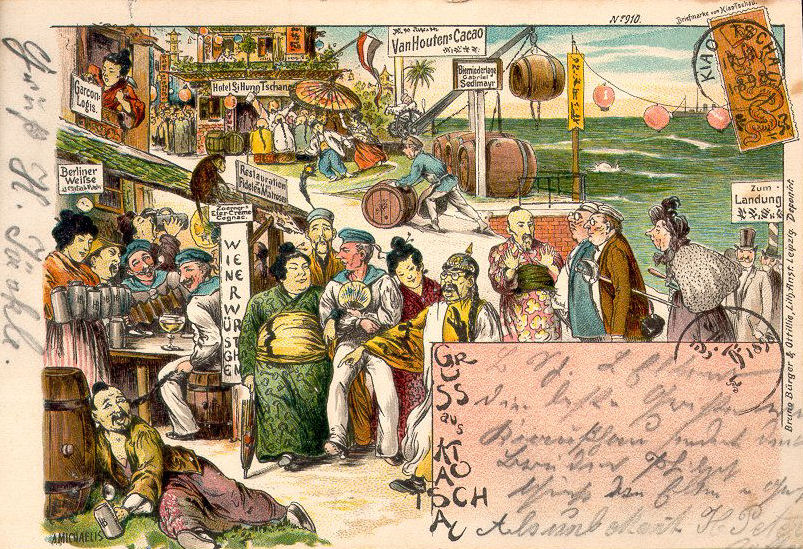
Carte postale allemande satirique décrivant les bas-fonds de Tsingtau 1898.
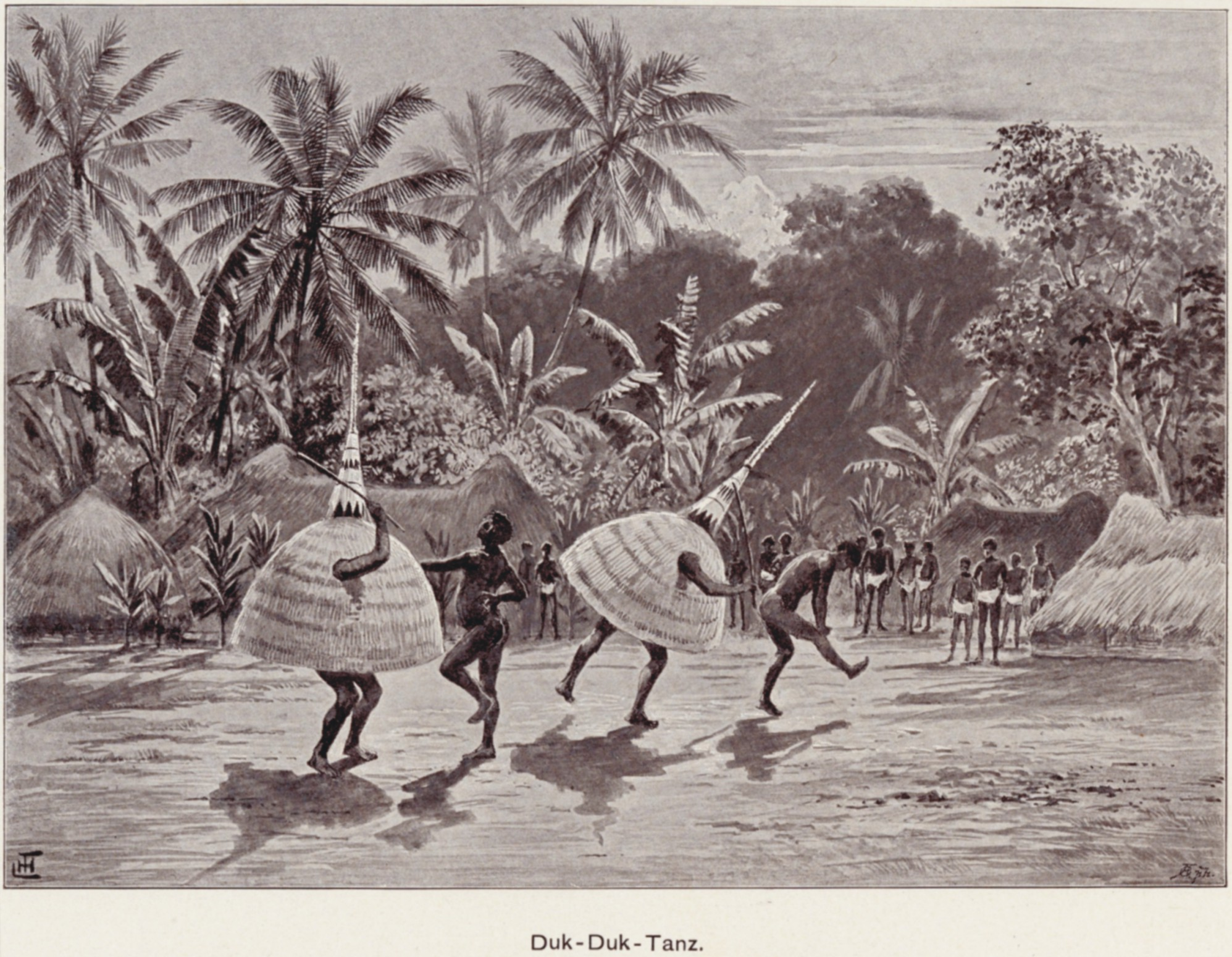
Danse indigène dans l'archipel Bismarck, gravure allemande de 1899.
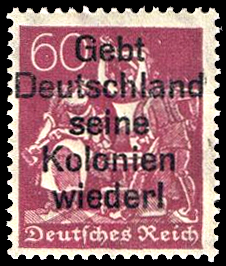
Rendez à l'Allemagne ses colonies. Timbre propagandiste des années 1920.